# 武漢市
武漢市（ぶかんし/ウーハンし、簡: 武汉市; 武漢語: /u˦˨xan˧˥si˧˥/; 拼音: Wǔhàn Shì; 英: Wuhan City）は、中華人民共和国（中国）の中部、湖北省の東部、長江とその最大の支流漢江 の合流点に位置する都市である。中国中部地方及び長江中流域唯一のメガシティで、湖北省の省都および華中地方唯一の副省級市でもある。また、中国有数の工業都市、文教都市及び交通要衝でもある。市の総面積は8569.15平方キロメートルであり、人口は1108万人である。（2018年）市政府の所在地は江岸区沿江大道188号である。

## 概要
武漢市は湖北省に位置する。湖北省は直轄市である重慶市に隣接する。重慶・湖北区域は極めて人口の多い地区である。武漢市は華中地域ないし長江中流域の中心都市 であり、華中地方唯一の「副省級市」であり中国の「国家中心都市」 の一つでもある。長江とその支流である漢江の合流点にある武昌・漢陽・漢口の三鎮からなり、「江城」という異称もある。武漢は「百湖の市」とも呼ばれ、市内で数多くの湖があり、水域面積は全市面積の約4分の1を占める。
武漢は3800年の歴史をもつ国家歴史文化名城 で、楚文化の発祥地の一つである。経済的重要性から大幅な自主権をもつ副省級市に指定されている。2016年12月1日に国際連合開発計画（UNDP）が発表した「中国持続可能な都市レポート2016、英題：China Sustainable Cities Report 2016」により、武漢市の2015年度の人間開発指数（HDI）は0.839で、中国の中・西部において1位で、全国9位となる。2017年5月30日に中国社会科学院都市と競争力研究センターより発表した「中国都市競争力ランキング2017」により、武漢は中国の中・西部において1位で、香港、マカオなどを含めて全国10位である。2016年10月に中国共産党中央委員会及び国家発展改革委員会により「超大都市」かつ長江流域3大コア都市（重慶・武漢・上海）の1つに指定される。同年12月14日に国家発展改革委員会により「国家中心都市」に指定される。2017年10月31日に国際連合教育科学文化機関（UNESCO）に「デザイン都市（Creative-city）」として認定される。2017年10月31日に国際連合人間居住計画（UN-Habitat）と中国社会科学院財経戦略研究院とが共同発表した「グローバル都市競争力レポート2017-2018（ショートバージョン）、英題：The Global Urban Competitiveness Report 2017-2018(Short version)」により、武漢は経済的競争力において世界40位で、香港や台北を含め中国8位となる。
武漢市を中心とする武漢都市圏の人口が3144.81万人（2016年末現在）であり、武漢市及びその周辺の黄石市、鄂州市、黄岡市、咸寧市、孝感市、天門市、仙桃市、潜江市から構成される。2007年12月14日に同都市圏が国家発改委により「全国資源節約型と環境友好型社会（「両型社会」とも略称）建設総合整備改革試験区」に指定された。また、武漢都市圏の9都市と同湖北省の荊門市、荊州市、江西省の九江市、湖南省の岳陽市など近接都市が「長江中流域都市群」という大都市圏を形成している。
2019年末に新型コロナウイルスが市内で発生、同ウイルスによる肺炎が大流行し、翌2020年1月23日に武漢市全体が（中国政府によって）事実上封鎖（ロックダウン）された。武漢市での新型ウイルスの流行状態が世界中の人々の注目を集めた。

### 政治機関・首長
武漢市の政治機関および首長は以下のようなものである。
1. 中国共産党武漢市委員会：市の共産党指導部である。中国共産党武漢市委員会書記（略称「市委書記」、副省・部級）は市の首長。
2. 武漢市人民政府：行政機関であり、市役所に相当する。武漢市人民政府市長（略称「市長」、副省・部級）は市の行政上の長。
3. 武漢市人民代表大会：市の国家権力機関及び議決機関であり、市議会に相当する。
4. 中国人民政治協商会議武漢市委員会：政治協議機関である。
5. 武漢市監察委員会：監察機関である[20]。
6. 武漢市中級人民法院：司法機関であり、地方裁判所に相当する。
7. 武漢市人民検察院：検察機関であり、地方検察庁に相当する。

武漢市委と武漢市政府
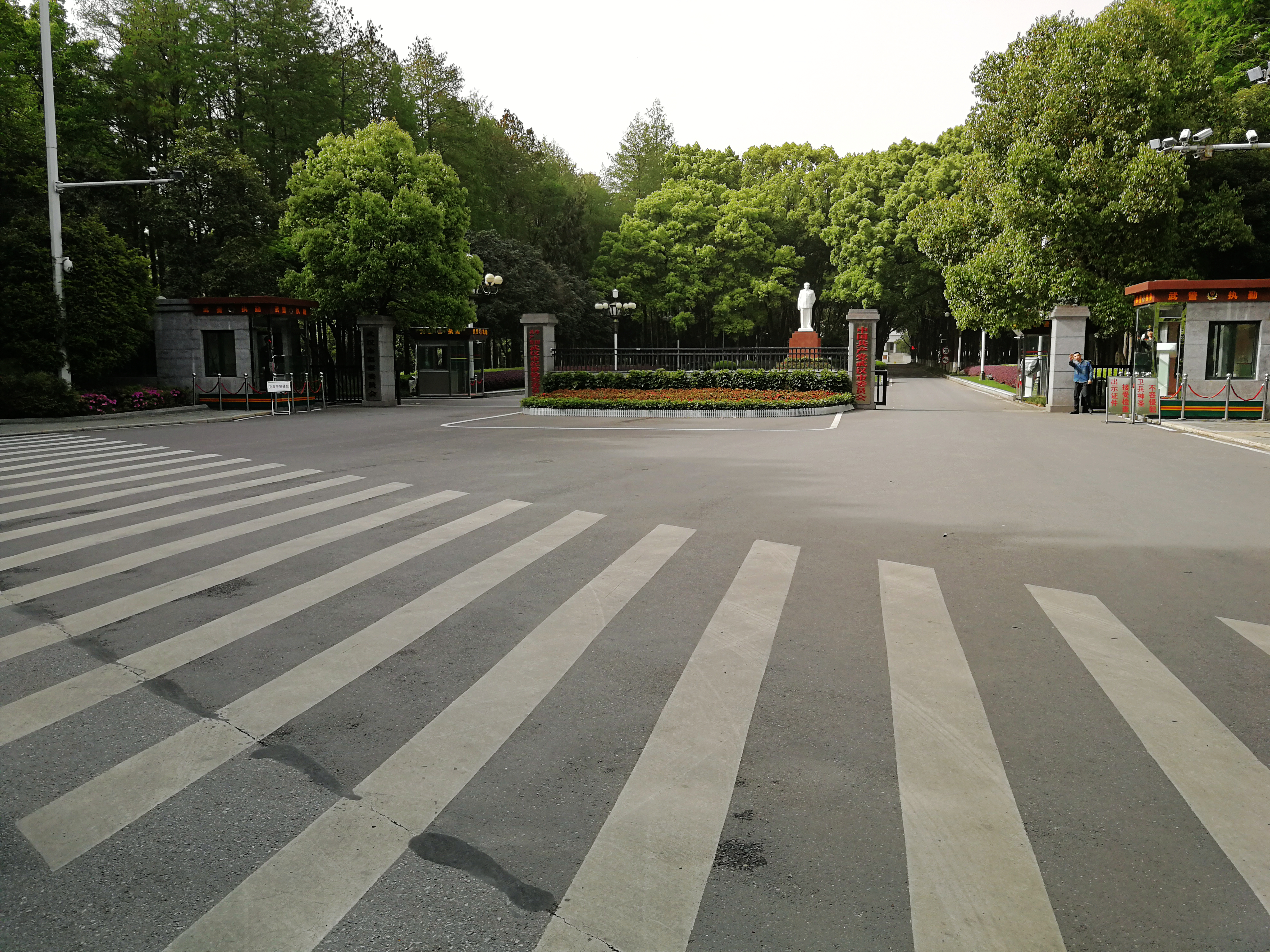
中国共産党武漢市委員会役所の正門
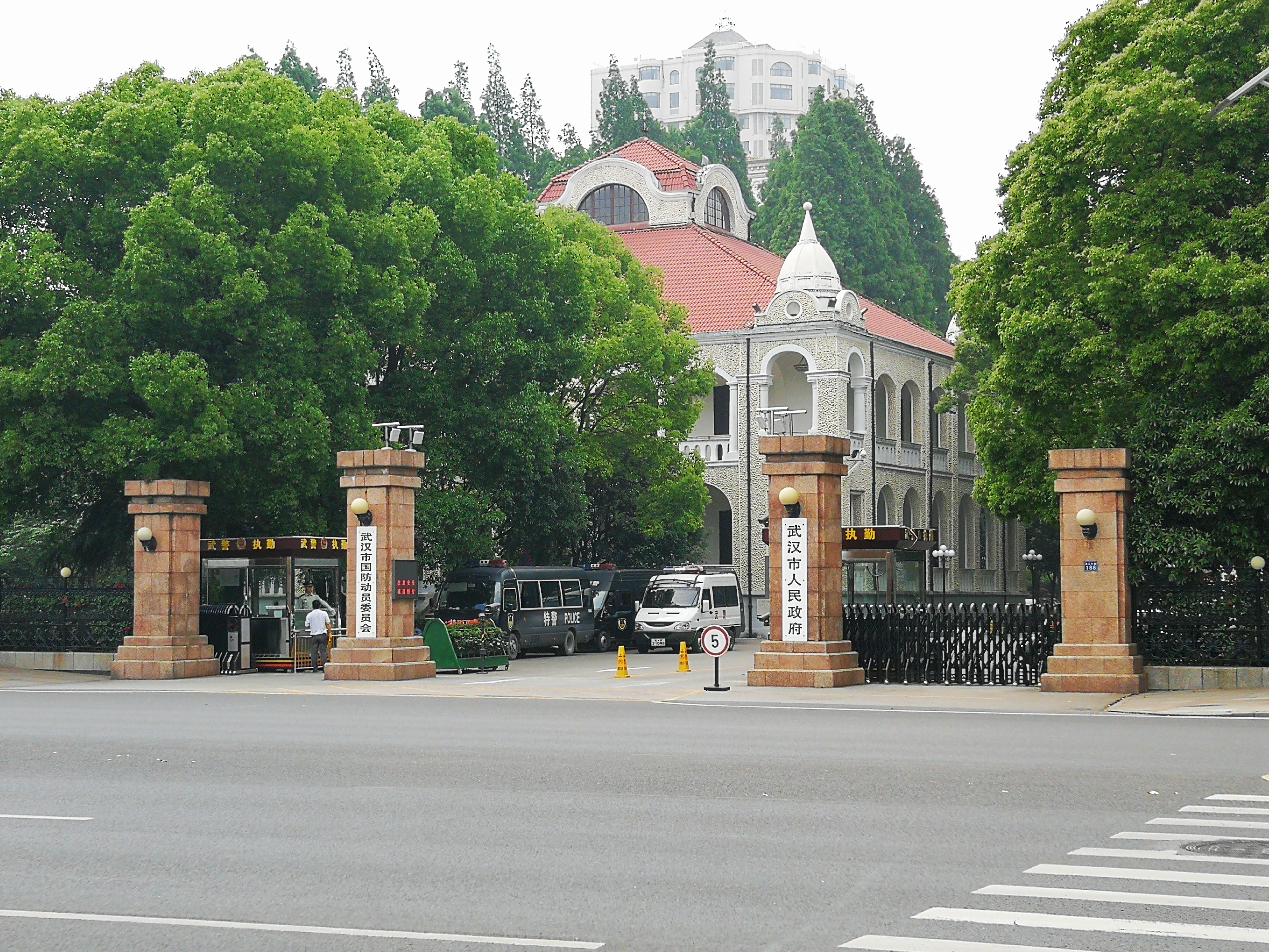
武漢市人民政府役所の正門

武漢市の市委書記は通常、中国共産党湖北省委員会の副書記及び武漢市人民代表大会常務委員会の主任も兼務するので、省の指導陣においては湖北省省委書記と湖北省省長に次いで序列3位である。

## 歴史

### 先史時代

#### 新石器時代
- 武漢の歴史は6000年前の新石器時代に遡る。東湖の畔にある李白放鷹台遺跡から穀物の殻が混入した建材と見なされる土の塊と、石斧や漁猟用モリなど磨製石器が出土された。黄陂区の張西湾古代集落遺跡は4300年前の古人類が生活した重要な遺存である。

### 古代

#### 殷・周
- 黄陂区の盤龍城遺跡には紀元前18世紀〜紀元前14世紀前期の殷・方国都邑が保存され、長江流域で発見された唯一の殷代都市遺跡として知られる。
- 周・春秋・戦国時代に武漢が楚国に支配される。

#### 秦・漢・魏晋南北朝
- 秦代には南郡に属する。
- 武漢が正式に一行政単位になるのは前漢であり、沙羡県が置かれ、江夏郡に属する。後漢末年に、当時の荊州牧劉表は黄祖を江夏太守に任命し、郡治を漢陽の亀山にし、そこに却月城が建てられた。却月城が武漢の市街地にある最初の城となった。223年（黄武2年）に、孫権は曹丕と戦う為、武昌の蛇山に夏口城を築いた。城内の黄鵠磯にある物見櫓はのち、「黄鶴楼」と名づけた。
- 晋代に武昌郡と改められ、沙羡県に郡治が置かれた。それは武昌の名の始まりであった。同じ時代に長江の北側に漢陽があり、長江を挟んで向かい同士の二つの街は「双城」と称された。
- 南北朝時代に、夏口は郢州に拡張され、郢州の州治となった。

#### 隋・唐
- 隋の時代に、武漢地区で江夏県と漢陽県が置かれ、それぞれ武昌・漢陽をもって治所にする。
- 唐の時代に江夏と漢陽はそれぞれ鄂州と沔州の州治に再び昇格され、長江沿岸の重要な商業都市となった。多くの詩人は武漢を遊歴し、詩作を詠った。その中には李白が黄鶴楼に登り、作った詩もある。この詩に由来する「江城」という武漢市の雅称が広まった。

#### 宋・元・明・清

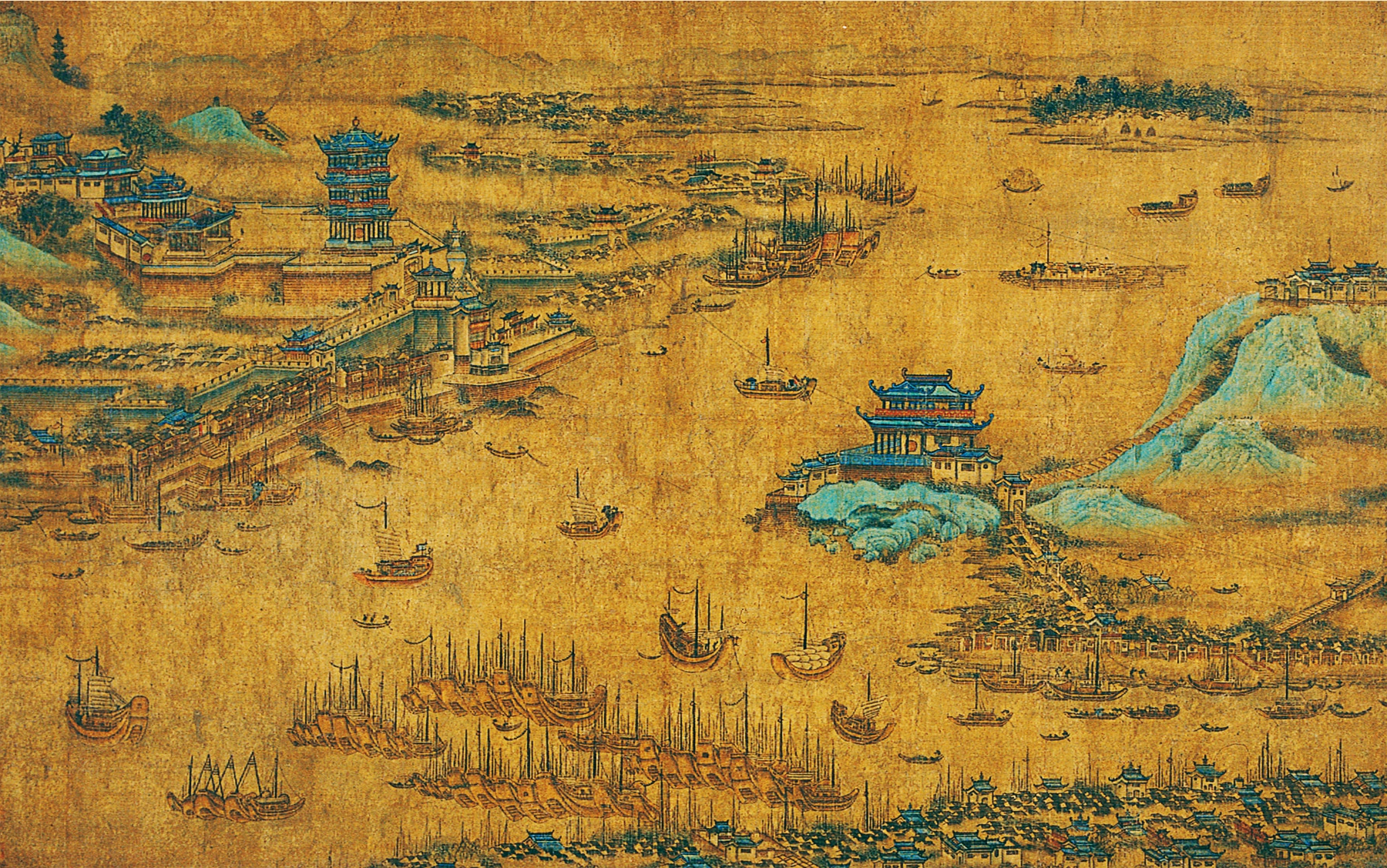
明代の漢陽と武昌を描く「江漢攬勝図」。左は武昌、右上は漢陽、右下は漢口。武昌の河沿いに立つのは明代の黄鶴楼である。

- 宋の時代に武昌が鄂州に属し、漢陽が漢陽郡に属した。南宋の時期に岳飛は鄂州に8年間駐軍し、そこを拠点に北伐の師を興した。
- 元の至元18年（1281年）に、武昌が湖広行中書省の省都となり、初めて第一級行政区域の治所となった。
- 明代に武昌府は湖広承宣布政使司の省都となり、太祖の六男の朱楨は楚王に封じられ、武昌に就藩した。成化年間に、漢江の長江への合流口が漢陽の南から亀山の北側に変わり、嘉靖年間に漢江の新流路の北岸で新都市の夏口鎮が形成し、後に漢口鎮と改称された。明末清初に漢口鎮は朱仙鎮・景徳鎮・仏山鎮と合わせて、「四大名鎮」と数えられた。それ以来、漢口は「楚中第一繁盛」な都市とも称され、全国有数の水陸交通要衝となり、「九省通衢」という雅称がつけられた。また、明から武昌と漢陽をあわせて武漢の名が始まり、商業都市として発達した。
- 清代の初頭に武昌府は引き続き湖広省の省都であったが、康熙3年（1664年）に布政司が湖北省と湖南省に分割されたから湖北省の省都となった。ただし、湖北・湖南両省の軍政と民政を統括する湖広総督の官邸は引き続き武昌に置かれた。清末に、漢口が漢陽から分離し、夏口庁となった。以降、「武漢三鎮」と呼ばれると共に、三都市が鼎立する時代が始まった。

### 近代

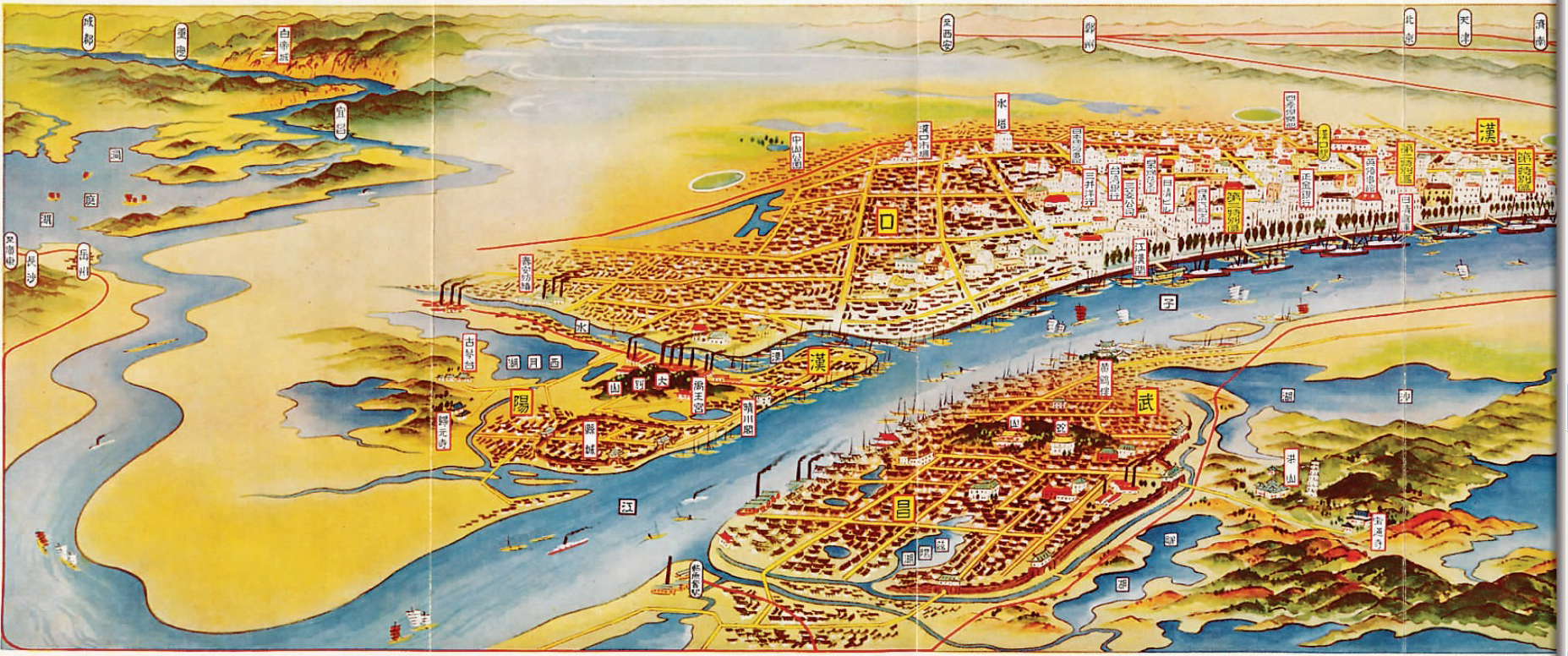
1938年に鳥瞰図絵師・金子常光により描かれた武漢三鎮の図

- 1858年の天津条約により漢口は開港され、イギリス、フランス、ドイツ、ロシア、日本が相次いでそこで租界を設置した。
- 1853年から1856年にかけて太平天国の乱が発生し、武漢付近でも攻防が続いた。1911年に武昌で武昌起義が発生し、辛亥革命が勃発した。
- 1926年10月、国民革命軍が武漢を攻略し、漢口市政委員会、武昌市政庁及び漢陽市政委員会が成立された。12月に武昌・漢口・漢陽を合併させ、将来の国民政府の首都として武漢に改名することが正式に決定される。翌年4月16日に武漢市政委員会が成立した（第一次合併）。
- 1927年1月、中国国民党左派の汪兆銘は武漢に国民政府を移転（武漢国民政府）したが、南京の蔣介石政権に対抗できず瓦解した。
- 1929年、武漢が再び分割され、武昌が湖北省に編入、漢口及び漢陽県の市街地は漢口特別市となった。
- 1931年7月、漢口市が湖北省に編入された。
- 1937年11月、日中戦争での戦局悪化を受け、国民政府は首都の南京から重慶への疎開を決定したが、重慶での準備が整わなかったため、約1年間に漢口に臨時首都を置いた。
- 1938年、武漢は日本軍に占領された。
- 1944年、アメリカ陸軍航空隊のB-29爆撃機による漢口大空襲で、駐屯する日本軍部隊もろとも焼夷弾で焼き尽くされ完全に破壊された。
- 第二次世界大戦後、武漢は中華民国の統治下に一旦は復帰したものの、1949年5月には国共内戦で中国人民解放軍に攻略された。

### 現代・人民共和国時代

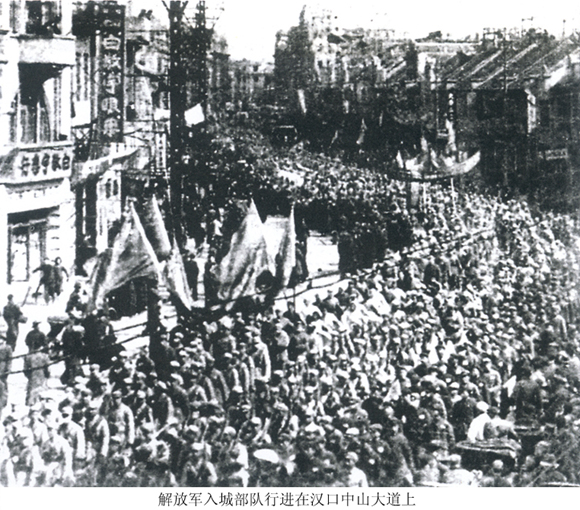
1949年5月16日に中国人民解放軍が武漢に入城

- 1949年5月24日に共産党の武漢市人民政府が成立し、同年10月1日に中華人民共和国が建国されると、その支配下に入った。
- 文化大革命最中の1967年7月20日には人民解放軍などを背景とした実権派と文革の担い手を自認していた造反派の対立により、両派は武力衝突し、毛沢東などの要人が泊まるホテルを包囲した、いわゆる「武漢事件」が起った。
- 1986年12月に国家歴史文化名城に、1992年5月に沿江対外開放都市にそれぞれ指定された。1993年4月武漢経済技術開発区が正式に発足、多額の外国投資を導入した。
- 1998年8月には長江の大洪水により同市が危機に瀕した。
- 2019年末に新型コロナウイルスが市内で発生、同ウイルスによる肺炎が大流行し、翌2020年1月23日に都市全体が事実上封鎖（ロックダウン）された[21][19]。

## 地理環境

### 地理・地形・範囲
武漢市は長江中流の江漢平原の東部に位置し、鄂東南の丘陵地帯が漢江平原の東部を経て大別山南麓の低山・丘陵への過渡地区である。中部は標高が低い平地であり、南部は丘陵に囲まれ、北部は低山が林立する。低山・丘陵・侵食平野・堆積平野の面積はそれぞれ全市総面積の5.8％、12.3％、42.6％、39.3％を占める。全市の標高は19.2〜873.7メートルの間にあり、殆ど50メートル以下にある。市の総面積は8569.15平方キロメートルである。市の範囲の座標は東経113°41′-115°05′、北緯29°58′-31°22′であり、最東端は新洲区徐古街道将軍山村、最西端は蔡甸区侏儒山街道国光村、最南端は江夏区湖泗街道均堡村、最北端は黄陂区蔡店街道李沖村である。

### 気候
温暖湿潤気候(Cfa)に属する。近年温暖化がすすみ年間無霜期間は211〜272日間であり、年間日照時間は1810〜2100時間である。年間降水量は1150〜1450ミリメートルであり、6月〜8月の降水量は年間降水量の40%を占め、梅雨の時季には梅雨前線に覆われ雨の降りやすい天気が続く。夏はとても暑く、夜も気温が30℃以上の日が続き、重慶、南京と並んで三大ボイラーの1つと呼ばれている。夏は最も暑い7月の平均気温は29.1度と高く、日中は40℃近くに達する場合が多い。市内に河や湖が散在することから湿度が高い上、風があまり吹かないので体感温度ではさらに高くなる。7月の平均最低気温は26.0℃であり、ほぼ毎夜が熱帯夜である。
| 武漢 (1991–2020 normals, extremes 1951–present)の気候 | 武漢 (1991–2020 normals, extremes 1951–present)の気候 | 武漢 (1991–2020 normals, extremes 1951–present)の気候 | 武漢 (1991–2020 normals, extremes 1951–present)の気候 | 武漢 (1991–2020 normals, extremes 1951–present)の気候 | 武漢 (1991–2020 normals, extremes 1951–present)の気候 | 武漢 (1991–2020 normals, extremes 1951–present)の気候 | 武漢 (1991–2020 normals, extremes 1951–present)の気候 | 武漢 (1991–2020 normals, extremes 1951–present)の気候 | 武漢 (1991–2020 normals, extremes 1951–present)の気候 | 武漢 (1991–2020 normals, extremes 1951–present)の気候 | 武漢 (1991–2020 normals, extremes 1951–present)の気候 | 武漢 (1991–2020 normals, extremes 1951–present)の気候 | 武漢 (1991–2020 normals, extremes 1951–present)の気候 |
| 月                                                    | 1月                                                   | 2月                                                   | 3月                                                   | 4月                                                   | 5月                                                   | 6月                                                   | 7月                                                   | 8月                                                   | 9月                                                   | 10月                                                  | 11月                                                  | 12月                                                  | 年                                                    |
| ----------------------------------------------------- | ----------------------------------------------------- | ----------------------------------------------------- | ----------------------------------------------------- | ----------------------------------------------------- | ----------------------------------------------------- | ----------------------------------------------------- | ----------------------------------------------------- | ----------------------------------------------------- | ----------------------------------------------------- | ----------------------------------------------------- | ----------------------------------------------------- | ----------------------------------------------------- | ----------------------------------------------------- |
| 最高気温記録 °C （°F）                                | 25.4 (77.7)                                           | 29.1 (84.4)                                           | 32.4 (90.3)                                           | 35.1 (95.2)                                           | 36.1 (97)                                             | 37.8 (100)                                            | 39.7 (103.5)                                          | 39.6 (103.3)                                          | 37.6 (99.7)                                           | 34.4 (93.9)                                           | 30.4 (86.7)                                           | 23.3 (73.9)                                           | 39.7 (103.5)                                          |
| 平均最高気温 °C （°F）                                | 8.3 (46.9)                                            | 11.0 (51.8)                                           | 16.3 (61.3)                                           | 22.7 (72.9)                                           | 27.3 (81.1)                                           | 30.4 (86.7)                                           | 33.2 (91.8)                                           | 32.8 (91)                                             | 28.9 (84)                                             | 23.3 (73.9)                                           | 17.1 (62.8)                                           | 10.8 (51.4)                                           | 21.84 (71.3)                                          |
| 日平均気温 °C （°F）                                  | 4.1 (39.4)                                            | 7.0 (44.6)                                            | 11.6 (52.9)                                           | 17.8 (64)                                             | 22.7 (72.9)                                           | 26.3 (79.3)                                           | 29.3 (84.7)                                           | 28.6 (83.5)                                           | 24.3 (75.7)                                           | 18.3 (64.9)                                           | 12.0 (53.6)                                           | 6.2 (43.2)                                            | 17.35 (63.23)                                         |
| 平均最低気温 °C （°F）                                | 1.0 (33.8)                                            | 3.6 (38.5)                                            | 7.9 (46.2)                                            | 13.7 (56.7)                                           | 18.8 (65.8)                                           | 23.0 (73.4)                                           | 26.2 (79.2)                                           | 25.4 (77.7)                                           | 20.8 (69.4)                                           | 14.8 (58.6)                                           | 8.4 (47.1)                                            | 2.8 (37)                                              | 13.87 (56.95)                                         |
| 最低気温記録 °C （°F）                                | −18.1 (−0.6)                                          | −14.8 (5.4)                                           | −5.0 (23)                                             | −0.3 (31.5)                                           | 7.2 (45)                                              | 13.0 (55.4)                                           | 17.3 (63.1)                                           | 16.4 (61.5)                                           | 10.1 (50.2)                                           | 1.3 (34.3)                                            | −7.1 (19.2)                                           | −10.1 (13.8)                                          | −18.1 (−0.6)                                          |
| 降水量 mm （inch）                                    | 52.5 (2.067)                                          | 66.4 (2.614)                                          | 91.0 (3.583)                                          | 137.5 (5.413)                                         | 160.6 (6.323)                                         | 212.9 (8.382)                                         | 255.5 (10.059)                                        | 106.3 (4.185)                                         | 72.2 (2.843)                                          | 66.4 (2.614)                                          | 58.2 (2.291)                                          | 30.7 (1.209)                                          | 1,310.2 (51.583)                                      |
| 平均降水日数 （≥0.1 mm）                              | 9.7                                                   | 9.9                                                   | 12.6                                                  | 11.6                                                  | 12.5                                                  | 12.0                                                  | 11.1                                                  | 9.7                                                   | 7.7                                                   | 8.5                                                   | 9.1                                                   | 7.2                                                   | 121.6                                                 |
| 平均降雪日数                                          | 4.3                                                   | 2.4                                                   | 0.9                                                   | 0                                                     | 0                                                     | 0                                                     | 0                                                     | 0                                                     | 0                                                     | 0                                                     | 0.4                                                   | 1.4                                                   | 9.4                                                   |
| % 湿度                                                | 76                                                    | 76                                                    | 75                                                    | 74                                                    | 74                                                    | 78                                                    | 76                                                    | 77                                                    | 75                                                    | 76                                                    | 77                                                    | 74                                                    | 75.7                                                  |
| 平均月間日照時間                                      | 95.4                                                  | 97.8                                                  | 126.4                                                 | 152.5                                                 | 165.9                                                 | 155.8                                                 | 210.9                                                 | 214.8                                                 | 166.0                                                 | 149.1                                                 | 132.1                                                 | 116.7                                                 | 1,783.4                                               |
| 日照率                                                | 30                                                    | 31                                                    | 34                                                    | 39                                                    | 39                                                    | 37                                                    | 49                                                    | 53                                                    | 45                                                    | 43                                                    | 37                                                    | 40                                                    | 39.8                                                  |
| 出典：China Meteorological Administration             |                                                       |                                                       |                                                       |                                                       |                                                       |                                                       |                                                       |                                                       |                                                       |                                                       |                                                       |                                                       |                                                       |

## 自然資源

### 淡水

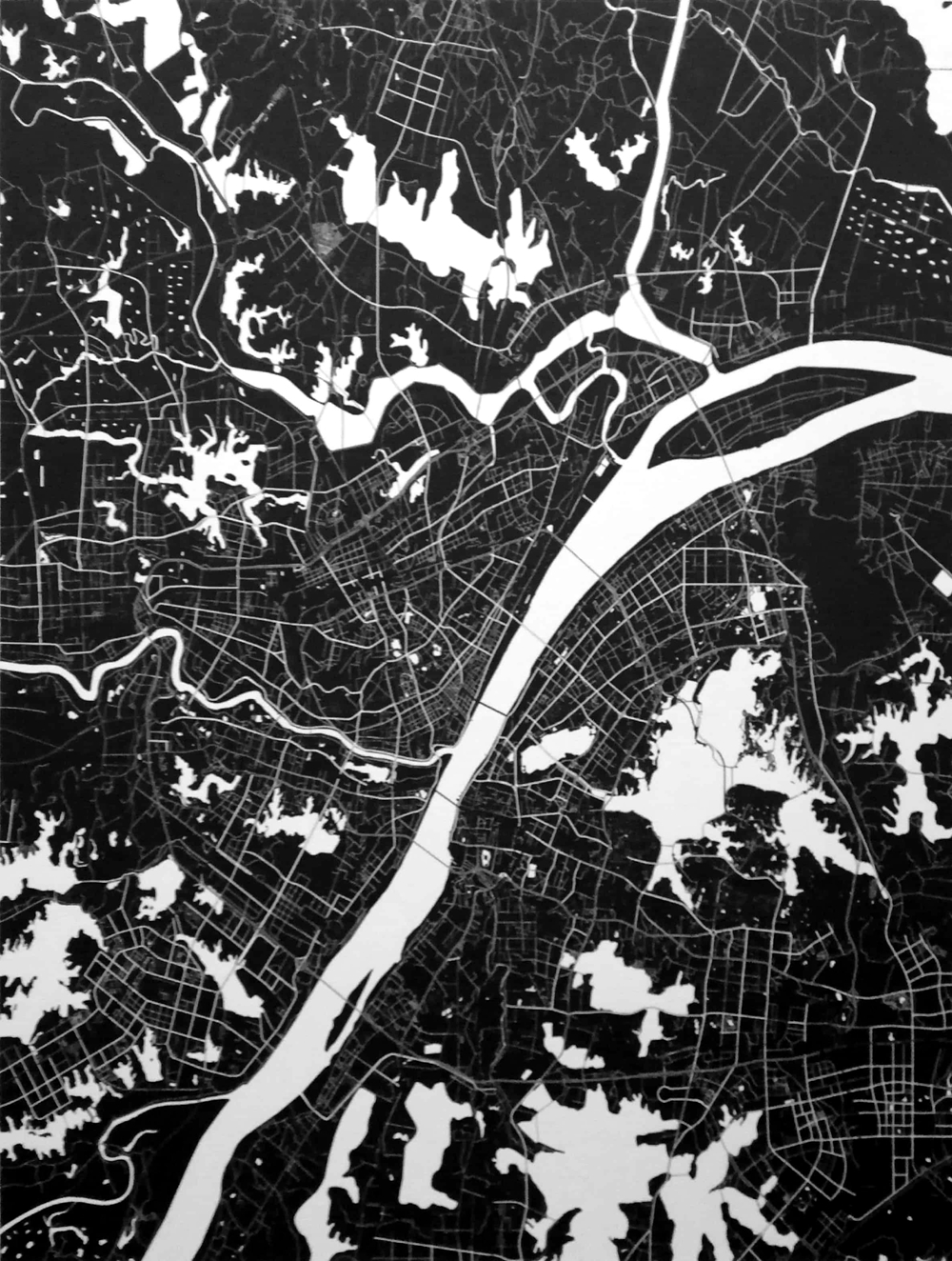
武漢市都市部付近の湖（白い塊）、河川（白い帯）と道路（白い線）

2018年現在、市域の水域面積は2217.6平方キロメートルで、市の総面積の26.1％を占める。1人当りの地表水資源量は11.4万立方メートルである。長さが5キロメートル以上の河川は165本あり、166の湖がある。地下水の静的蓄積総量は128億立方メートルで、地表水の蓄積総量は7145億立方メートルである。

### 森林

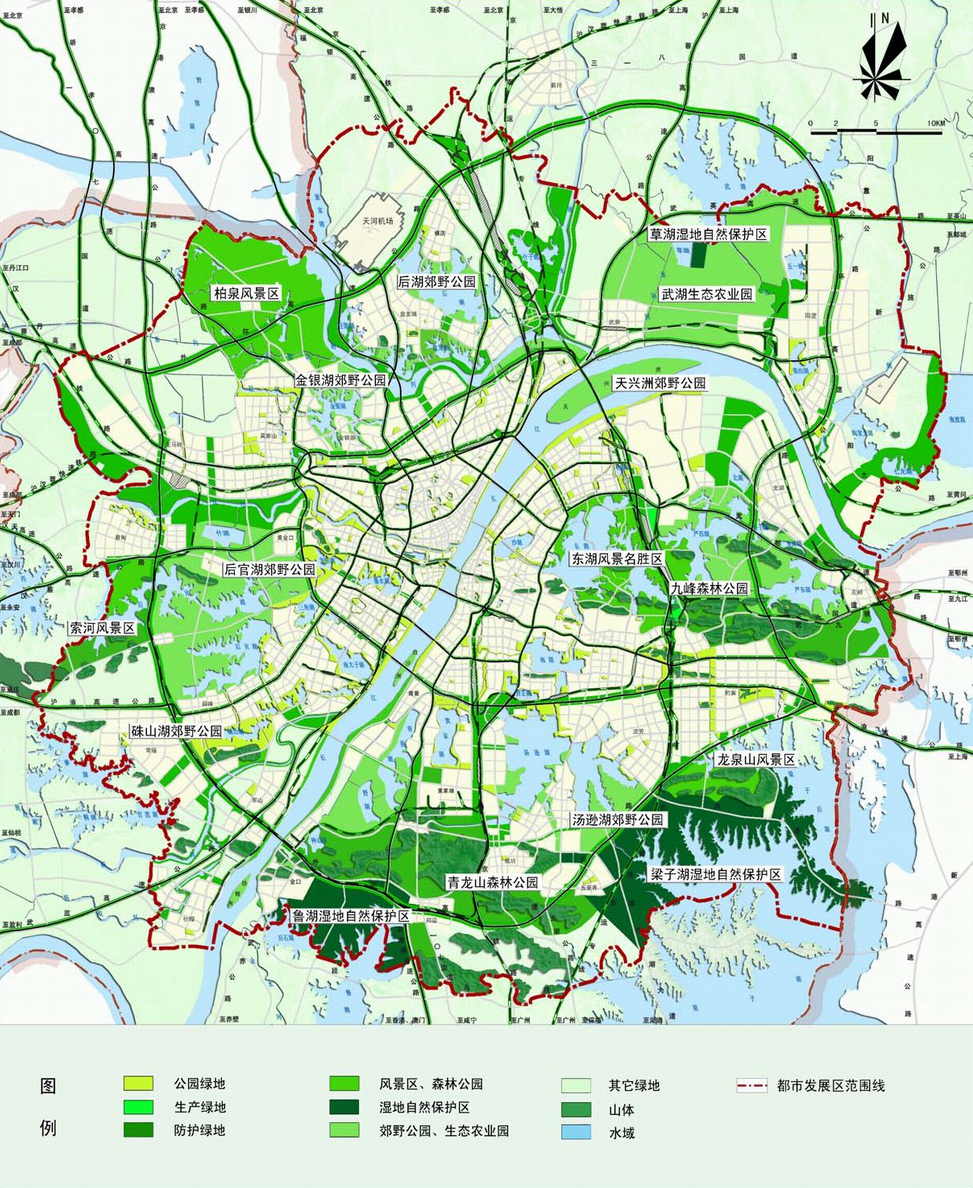
武漢市政府が発表した武漢市の都市開発部緑地系統建設計画(2010〜2020)

武漢は住宅都市農村建設部と国家林業局により、「国家園林都市」と「国家森林都市」に指定されている。2016年の時点で、武漢市の緑被率は39.65%であり、1人当たりの公園・緑地の面積は11.21平方メートルである。市域内の森林の蓄積総量は5.33平方キロメートルで、森林率は22.88%である。

### 湿地
2010年時点での湿地面積は3358.35平方キロメートル、内陸都市において世界3位であり、市の総面積の39.54%を占める。うち天然湿地の面積は1561.86平方キロメートルで、人工湿地面積は1796.49平方キロメートルである。

### 生物
武漢においては多様な動物資源を有する。主要な経済価値がある魚類は四大家魚であるソウギョ、アオウオ、ハクレン等約20種類がある。水棲鳥類は雁、コウノトリ、ペリカン等があり、特にシュバシコウは中国の国家I類保護動物である。特種経済的価値ある水生生物はヨウスコウカワイルカ、スナメリ、鼈等があり、うちヨウスコウカワイルカは国家I類保護動物で、スナメリは中国の国家II類保護動物である。

### 鉱物
武漢では33種類の鉱物資源が発見され、潜在的な経済価値は8400億元超。非金属鉱産資源の中、ベントナイト、ドロマイト、石英砂岩、石膏などの埋蔵量は多い。市域内で埋蔵量が確定された鉱山は154カ所ある。

## 行政区画

### 概況

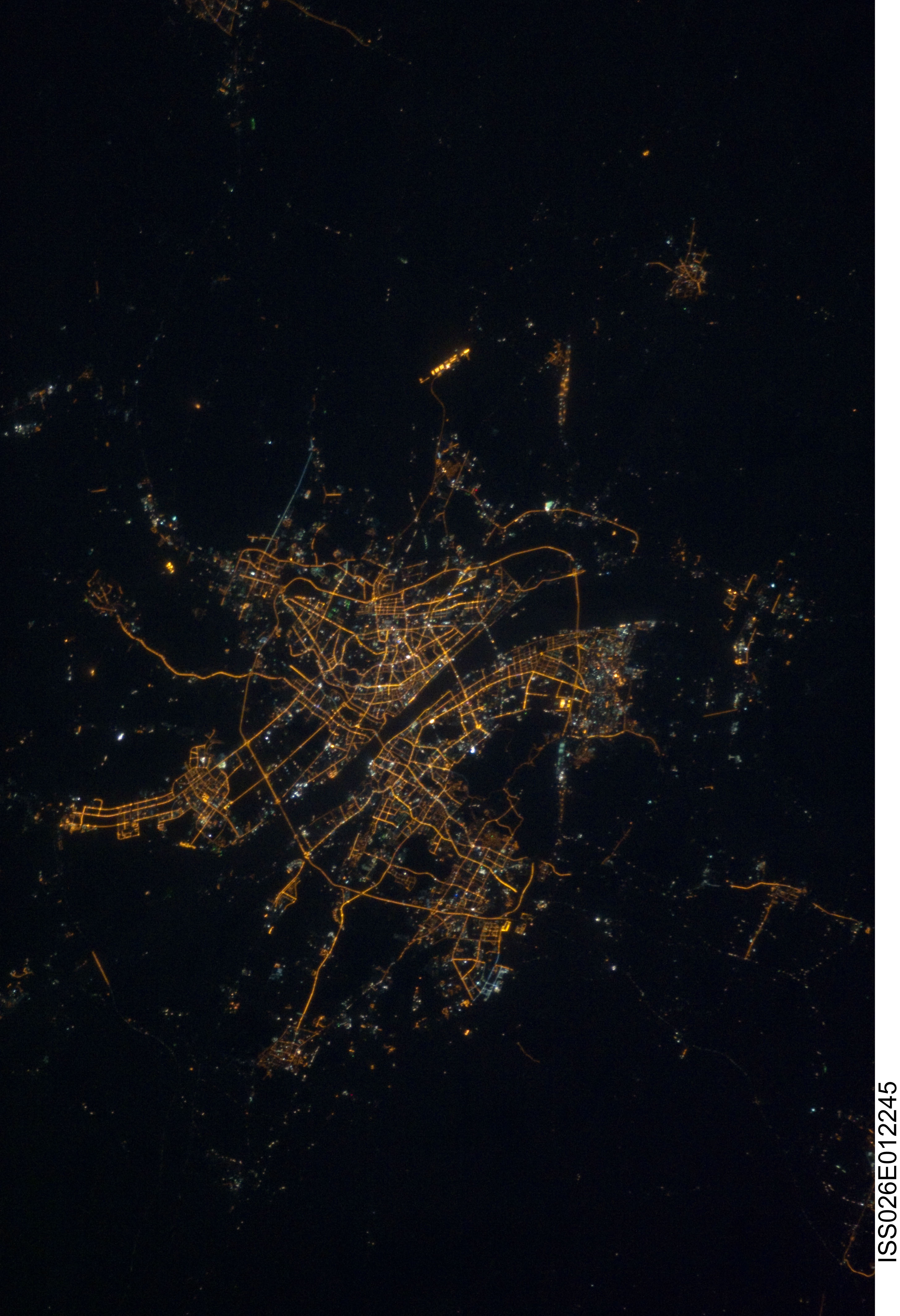
NASAの宇宙飛行士が撮影した夜間の武漢（2010年）

武漢市の市街地は長江と漢江に分割され、漢口・漢陽・武昌の3つの部分（いわゆる「武漢三鎮」）から構成される。また、1980年代以降に武漢市に編入された郊外的地域も存在する。
武漢三鎮
漢口の地名は漢江が長江への合流点、いわゆる「漢江の口」に位置する事に由来する。かつては漢口市という都市名が存在したが、現在は区名として使われていない。ただし、汎称地名として漢口駅、漢口銀行などの機関・組織名に残され、市民の間でも地理名詞としてよく使われている。狭義の「漢口」は旧漢口市に由来する礄口区・江岸区・江漢区を指すが、広義の「漢口」は漢口三区の北側にある、元々郊外地域であった東西湖区も含まれる。
漢陽は昔、亀山の南側、漢江の北側に位置したため、陰陽思想により「漢江の陽」と名付けられた。ただし、成化10年（1474年）に漢江の流路が漢陽の南側から亀山の北側に変わり、漢陽の地は漢江の南側となったが、「漢陽」という地名はそのまま存続し現在に至る。旧漢陽県である蔡甸区も広義の「漢陽」に属する。
武昌は、孫権が「以武治国而昌」の意をこめて武昌と命名したと伝わる。ただし、当時の「武昌」は現在の鄂城区を指す。元代以降に現在の武昌の地にその呼称が定まった。狭義の「武昌」は武昌区、あるいは青山区と洪山区を含む武昌三区を指す。広義の「武昌」は旧武昌県である江夏区も含まれる。
- 2016年現在、武漢市は下記13の区から成っている[31]。
  - 区の下位区画：156の街道、1の鎮、3の郷。
  - 街道、鎮、郷の下位区画：1319の社区、1825の行政村。
- 市轄区：
  - 都市的地域、いわゆる「武漢三鎮」
    - 漢口：江岸区、江漢区、礄口区
    - 漢陽：漢陽区
    - 武昌：武昌区、洪山区、青山区

  - 郊外的地域：黄陂区、東西湖区、蔡甸区、漢南区、江夏区、新洲区

| 武漢市の地図 |
| --- |
| 1 2 3 4 5 6 洪山区 東西湖区 漢南区 蔡甸区 江夏区 黄陂区 新洲区 1. 江岸区 2. 江漢区 3. 礄口区 4. 漢陽区 5. 武昌区 6. 青山区 |

| 行政区画                                                                     | 面積 (km2) | 人口 （万人） | 人口密度 （人/km2） | 都市化率 | GDP （億元） | 行政区画番号 | 政府所在地                    | 街道 | 鎮 | 郷 |
| ---------------------------------------------------------------------------- | ---------- | ------------- | ------------------- | -------- | ------------ | ------------ | ----------------------------- | ---- | -- | -- |
| 武漢市                                                                       | 8 569.15   | 1 076.62      | 1 256               | 79.77 %  | 11 912.61    | 420100       | 江岸区沿江大道188号           | 156  | 1  | 3  |
| 江岸区                                                                       | 80.28      | 96.13         | 11 974              | 100.00 % | 960.99       | 420102       | 六合路1号                     | 16   |    |    |
| 江漢区                                                                       | 28.29      | 72.95         | 25 786              | 100.00 % | 1 034.62     | 420103       | 新華路255号                   | 13   |    |    |
| 礄口区                                                                       | 40.06      | 86.71         | 21 645              | 100.00 % | 599.36       | 420104       | 沿河大道518号                 | 11   |    |    |
| 漢陽区                                                                       | 111.54     | 64.85         | 5 814               | 100.00 % | 867.26       | 420105       | 芳草路特1号                   | 11   |    |    |
| 武昌区                                                                       | 64.58      | 127.40        | 19 727              | 100.00 % | 971.64       | 420106       | 中山路307号                   | 14   |    |    |
| 青山区                                                                       | 57.12      | 52.68         | 9 223               | 100.00 % | 471.09       | 420107       | 臨江大道868号                 | 10   |    |    |
| 洪山区                                                                       | 573.28     | 160.99        | 2 808               | 85.48 %  | 834.79       | 420111       | 珞獅路300号                   | 13   |    | 1  |
| 東西湖区                                                                     | 495.34     | 54.11         | 1 092               | 64.51 %  | 655.65       | 420112       | 東呉大道1号                   | 11   |    |    |
| 漢南区                                                                       | 287.05     | 13.16         | 458                 | 59.37 %  | N/A          | 420113       | 紗帽正街109号（東風一路88号） | 4    |    |    |
| 蔡甸区                                                                       | 1 093.17   | 71.99         | 659                 | 56.29 %  | 357.84       | 420114       | 知音湖大道18号                | 11   |    | 1  |
| 江夏区                                                                       | 2 018.31   | 89.46         | 443                 | 52.98 %  | 681.72       | 420115       | 文化大道99号                  | 15   |    |    |
| 黄陂区                                                                       | 2 256.70   | 96.71         | 429                 | 45.52 %  | 634.93       | 420116       | 黄陂大道380号                 | 15   |    | 1  |
| 新洲区                                                                       | 1 463.43   | 89.48         | 611                 | 51.21 %  | 607.52       | 420117       | 邾城紅旗街14号                | 12   | 1  |    |
| 上記のデータは「武漢統計年鑑2017」による2016年時点の数値である。 1. 2. 3. 4. |            |               |                     |          |              |              |                               |      |    |    |

### 年表
この節の出典

#### 市制施行から中華人民共和国設立前

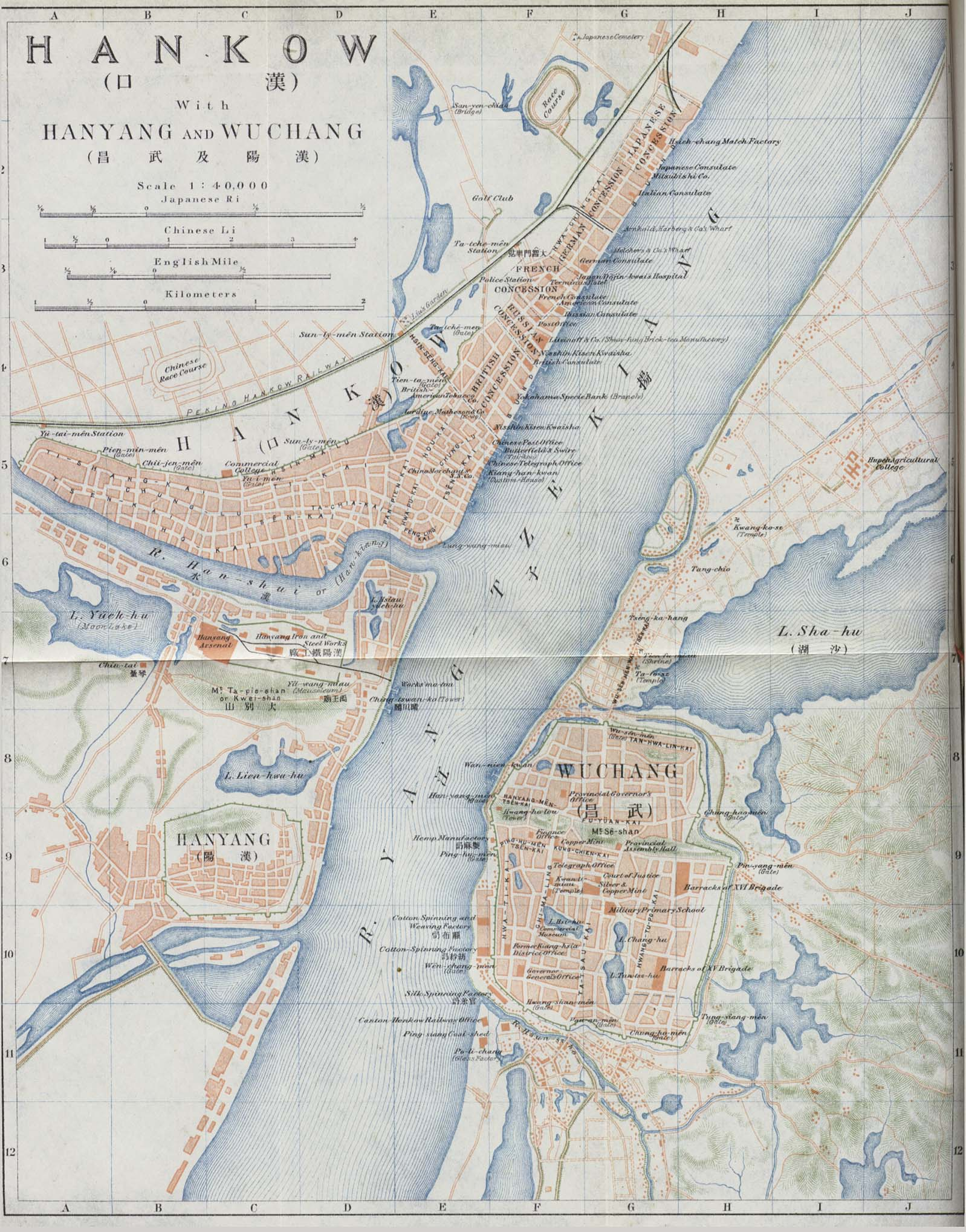
民国初年の武漢三鎮地図(1915)

- 1926年9月23日 - 湖北省政務委員会が漢口で成立し、『漢口市組織条例』を発表し、夏口県と漢陽県市街の市制施行を決定。
- 1926年10月12日 - 漢口市が発足。
- 1926年12月 - 武昌県市街に市制を施行。武昌市が発足。
- 1927年1月 - 武昌・漢口・漢陽を合併させ、「京兆区」として武漢に改名。但し、武漢三鎮は各自の市政管理機構が存在。
- 1927年4月16日 - 武漢市政委員会が成立。中華民国国民政府の首都である武漢特別市が正式に発足。
- 1929年6月 - 武漢市は再び分割され、武昌が湖北省に編入され武昌市となり、漢口及び漢陽県の市街が漢口特別市となる。
- 1930年4月5日 - 湖北省政府と漢口特別市は連席会議を開催し、漢口特別市の漢陽市街を湖北省漢陽県に編入する事を決定。
- 1930年5月15日 - 漢陽市街が正式に湖北省漢陽県に編入。
- 1931年1月 - 湖北省政府は漢口特別市の税収で喫緊の財政に補充する為、国民政府に漢口合併を提案し、可決となる。同年、武昌市政準備処が成立。
- 1931年7月1日 - 漢口特別市が湖北省に編入され、湖北省漢口市となる。
- 1932年4月 - 漢口市は再び湖北省から分離し、漢口特別市となる。
- 1935年 - 武昌市政処が成立。
- 1936年 - 湖北省政府は武昌県と漢陽県の市街地と農村部を分離する事を決定し、両県の都市部を武昌市に改編。
- 1945年8月 - 日中戦争の終結に伴い、漢口市が中華民国の管轄下に復帰。
- 1945年9月12日 - 漢口市政府の役所は現在の武漢少年児童図書館に置かれる。
- 1945年10月1日 - 漢口市が湖北省に編入。
- 1946年10月1日 - 武昌市政府が成立し、中正・大朝街・賓陽・糧道街・胡林翼・積玉橋・金白洲・徐家棚といった8の鎮公所から構成される。
- 1945年12月1日 - 武昌市の8の鎮が区制施行。また、漢陽市街が武昌市に編入。
- 1947年5月 - 国民政府行政院は漢口直轄市の復活を決定。
- 1947年6月7日 - 国民政府より漢口直轄市復活の政令を下す。
- 1947年8月1日 - 漢口直轄市が国民政府行政院に直轄され、漢口院轄市になる。

#### 武漢直轄市

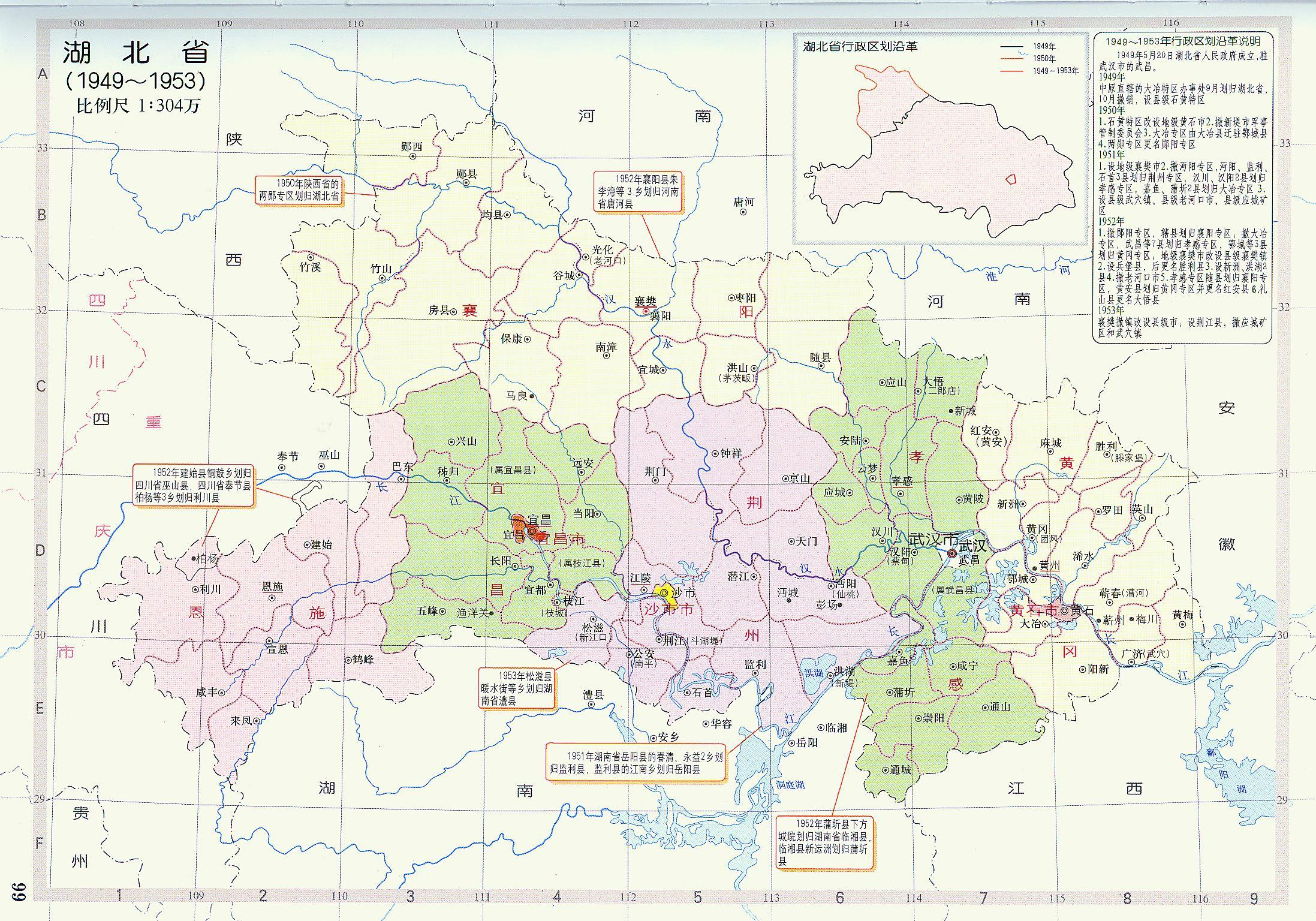
湖北省行政区画地図(1949-1953)
当時、武漢直轄市は湖北省と同等レベルの1級行政単位であると同時に、湖北省の省都をも兼ねる。

- 1949年10月1日 - 中華人民共和国の成立に伴い、前中華民国漢口院轄市、湖北省武昌市、湖北省漢陽県の市街地が合併し武漢直轄市が発足（第二次合併）。中正区・漢正区・武聖区・宝善区・新安区・三民区・雲樵区・永清区・中山区・大智区・漢景区・和平区・復興区・張公区・漢陽中心区・武昌一区・武昌二区・武昌三区・武昌四区・長春区・武泰区・挹江区・岱山区・恵済区・長豊区が成立。(25区)
- 1949年11月 - 長春区および武泰区・挹江区の各一部が合併し、洪山区が発足。(25区)
- 1949年12月 - 漢陽中心区の一部が分立し、福成区が発足。(26区)
- 1950年1月13日 (16区)
  - 武昌一区・武昌二区・武昌三区・武昌四区が合併し、一区が発足。
  - 中正区・漢正区が合併し、漢口一区が発足。
  - 武聖区・宝善区が合併し、漢口二区が発足。
  - 新安区および三民区の一部が合併し、漢口三区が発足。
  - 雲樵区・永清区および三民区の残部が合併し、漢口四区が発足。
  - 中山区・大智区が合併し、漢口五区が発足。
  - 漢景区・和平区が合併し、漢口六区が発足。
  - 復興区・張公区が合併し、漢口七区が発足。
- 1950年7月 - 漢口五区・漢口六区が合併し、四区が発足。(15区)
- 1950年11月 (13区)
  - 漢口一区・漢口二区が合併し、二区が発足。
  - 漢口三区・漢口四区が合併し、三区が発足。
  - 漢口七区が五区に改称。
  - 漢陽中心区が六区に改称。
- 1951年4月 (9区)
  - 岱山区・恵済区・長豊区が合併し、七区が発足。
  - 武泰区・挹江区・洪山区が合併し、八区が発足。
- 1951年7月 - 湖北省大冶専区武昌県の一部が分立し、青山区が発足。(10区)
- 1952年6月 - 青山区が湖北省孝感専区武昌県に編入。(9区)
- 1952年7月 (9区)
  - 二区が礄口区に、三区が江漢区に、四区が江岸区に、七区が恵済区にそれぞれ改称。
  - 五区が江漢区・江岸区に分割編入。
  - 八区が分割され、東湖区・南湖区が発足。
- 1952年8月 - 一区が武昌区に、六区が漢陽区にそれぞれ改称。(9区)
- 1953年3月 - 武昌区・漢陽区・江漢区・江岸区・礄口区の各一部が合併し、水上区が発足。(10区)
- 1954年6月19日 - 湖北省に編入され、湖北省轄武漢市となる。

#### 湖北省武漢市
- 1955年5月25日 (10区)
  - 東湖区の一部が孝感専区武昌県の一部と合併し、洪山区が発足。
  - 東湖区の残部・南湖区の一部が孝感専区武昌県の一部と合併し、青山区が発足。
  - 福成区・恵済区が孝感専区漢陽県の一部と合併し、漢橋区が発足。
- 1956年6月22日 - 南湖区が洪山区に編入。(9区)
- 1957年5月13日 - 水上区が武昌区・漢陽区・江漢区・江岸区・礄口区・青山区に分割編入。(8区)
- 1958年3月14日 - 洪山区・漢橋区が合併し、郊区が発足。(7区)
- 1959年2月24日 - 孝感専区孝感県・黄陂県・応山県・安陸県・応城県・雲夢県・漢陽県・漢川県・崇陽県・通山県・咸寧県・武昌県・通城県・嘉魚県・蒲圻県・大悟県を編入。(7区16県)
- 1959年4月5日 - 黄陂県・孝感県・漢川県・漢陽県の各一部が合併し、東西湖区が発足。(8区16県)
- 1960年5月26日 - 通城県が崇陽県に編入。(8区15県)
- 1960年8月15日 (8区13県)
  - 蒲圻県が咸寧県に編入。
  - 嘉魚県が武昌県に編入。
- 1960年11月17日 - 安陸県・雲夢県が合併し、安陸県が発足。(8区12県)
- 1961年4月24日 - 孝感県・安陸県・漢陽県・通山県・大悟県・黄陂県・漢川県・応城県・咸寧県・応山県・崇陽県・武昌県が孝感専区に編入。(8区)
- 1964年10月7日 - 郊区が分割され、洪山区・漢橋区が発足。(9区)
- 1976年1月10日 - 漢橋区が洪山区に編入。(8区)
- 1979年12月19日 - 孝感地区漢陽県、咸寧地区武昌県を編入。(8区2県)
- 1983年8月19日 (8区4県)
  - 孝感地区黄陂県、黄岡地区新洲県を編入。
  - 黄岡地区鄂城県の一部が洪山区に編入。
- 1984年2月9日 - 鄂州市の一部が洪山区に編入。(8区4県)
- 1984年4月27日 - 漢陽県の一部が分立し、漢南区が発足。(9区4県)
- 1985年1月 - 洪山区の一部が江岸区・漢陽区・礄口区・江漢区に分割編入。(9区4県)
- 1987年8月10日 - 洪山区の一部が鄂州市鄂城区の一部と合併し、鄂州市華容区となる。(9区4県)
- 1992年9月12日 - 漢陽県が区制施行し、蔡甸区となる。(10区3県)
- 1995年3月28日 - 武昌県が区制施行し、江夏区となる。(11区2県)
- 1998年9月15日 (13区)
  - 新洲県が区制施行し、新洲区となる。
  - 黄陂県が区制施行し、黄陂区となる。
- 2009年4月30日 (13区)
  - 洪山区の一部が武昌区・青山区に分割編入。
  - 武昌区の一部が洪山区に編入。

## 人口・民族構成・宗教

### 人口
2018年末時点の常住人口は1089万である。うち都市人口は871.87万人であり、都市化率は80.04%である。戸籍人口は853.65万人で、前年より19.8万人増えた。出生率は15.57‰、死亡率は11.62‰。人口増加率は3.96‰である。人口流入率は19.78‰である。

### 民族構成
2010年の第6回人口普査（国勢調査）の結果により、全市には中国政府により認定されたすべての56の民族が在住している。
うち漢民族は969万6951人で総人口の99.096%を占め、少数民族の人口は合計8万8441人であり、総人口の0.904％を占める。
人口が1000人以上の民族は12個あり、うちトゥチャ族は3万215人で一番多く、次は回族（2万1777人）、チワン族（6652人）、満州族（5951人）、ミャオ族（5608人）、モンゴル族（4187人）、ウィグル族（1674人）、ヤオ族（1516人）、チベット族（1437人）、イ族（1244人）、トン族（1112人）、プイ族（1009人）である。
| 武漢市の民族構成(2010年) | 武漢市の民族構成(2010年) | 武漢市の民族構成(2010年) | 武漢市の民族構成(2010年) | 武漢市の民族構成(2010年) |
| ------------------------ | ------------------------ | ------------------------ | ------------------------ | ------------------------ |
|                          |                          |                          |                          |                          |
| 漢民族                   | 漢民族                   |                          | 99.096%                  | 99.096%                  |
| トゥチャ族               | トゥチャ族               |                          | 0.309%                   | 0.309%                   |
| 回族                     | 回族                     |                          | 0.223%                   | 0.223%                   |
| チワン族                 | チワン族                 |                          | 0.068%                   | 0.068%                   |
| 満州族                   | 満州族                   |                          | 0.061%                   | 0.061%                   |
| ミャオ族                 | ミャオ族                 |                          | 0.057%                   | 0.057%                   |
| モンゴル族               | モンゴル族               |                          | 0.043%                   | 0.043%                   |
| その他                   | その他                   |                          | 0.186%                   | 0.186%                   |

### 宗教
武漢の宗教の信者比率 (2017)
武漢市においては仏教、道教、イスラム教、カトリック教会、プロテスタント教会といった5種の宗教が活動している。
全市に登録した宗教活動場所は497か所あり、うち仏教は202か所、道教は163か所、イスラム教は4か所、カトリック教会は4か所、プロテスタント教会は124か所ある。
全市に登録認定された教職者数は748人で、うち仏教は456人、道教は181人、カトリック教会は50人、プロテスタント教会は53人、イスラム教は8人である。全市において武漢市仏教協会、武漢市道教協会、武漢市イスラム教会協会、武漢市カトリック教会愛国会、武漢市カトリック教会教務委員会、武漢市プロテスタント教会三自愛国運動委員会、武漢市プロテスタント教協会など7個の愛国宗教団体及び武漢キリスト教青年会、武漢キリスト教女子青年会など2個の宗教的社会団体がある。
2017年に中南民族大学の研究者による6000名の武漢市民に対するサンプリング調査の結果により、79.2%の被調査者は無宗教または中国伝統信仰を信仰する。
うち、0.93%は道教の信者、つまり道士である。14.69%が仏教、2.86%がプロテスタント教会、0.34%がカトリック教会、1.27%がイスラム教を信仰する。又、1.61%はその他宗教あるいは不明である。なお、中国では思想信教の自由は特殊であり、未登録の宗教・政府未認可の宗教は違法である。

武漢の主な寺院と教会堂
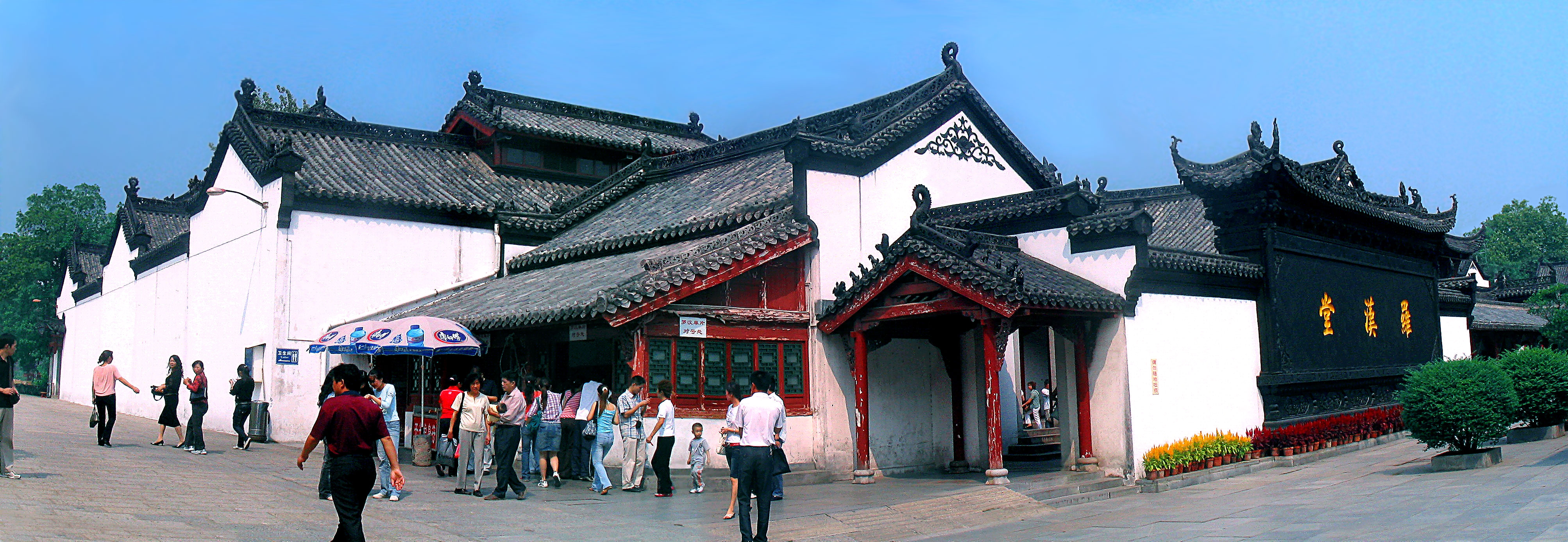
帰元禅寺(仏教曹洞宗)
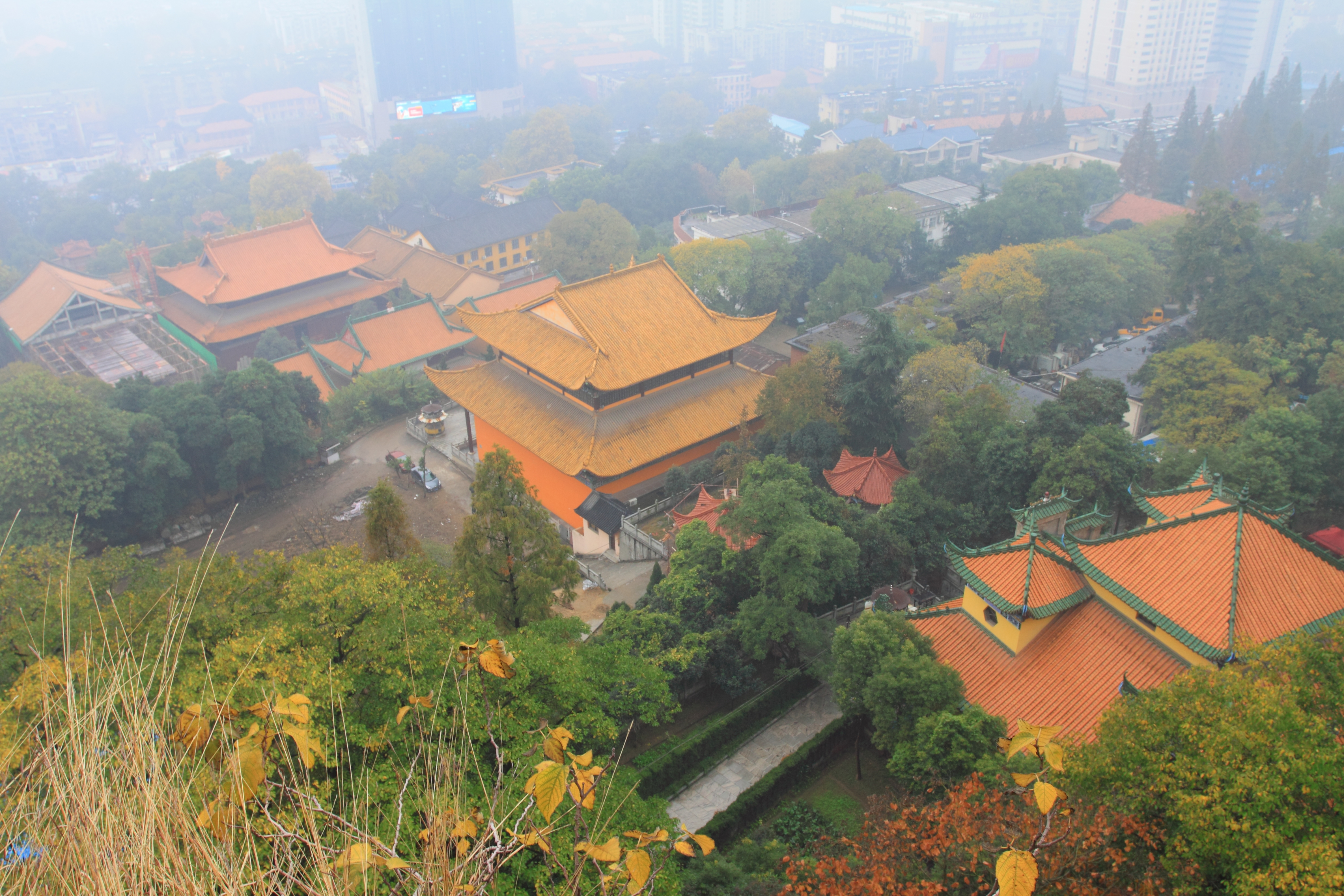
宝通禅寺(仏教禅宗、密宗)
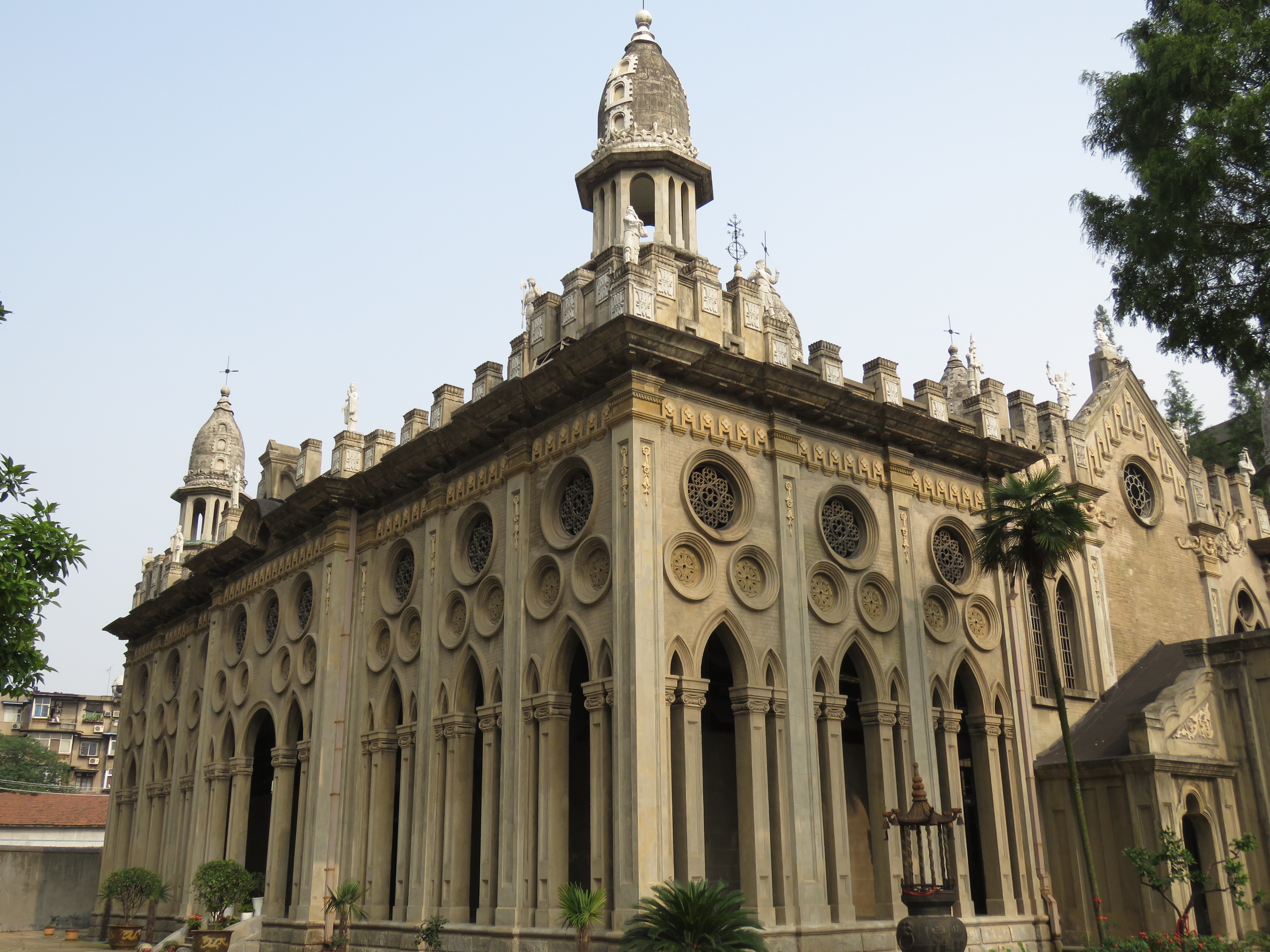
古徳禅寺(仏教尼寺)
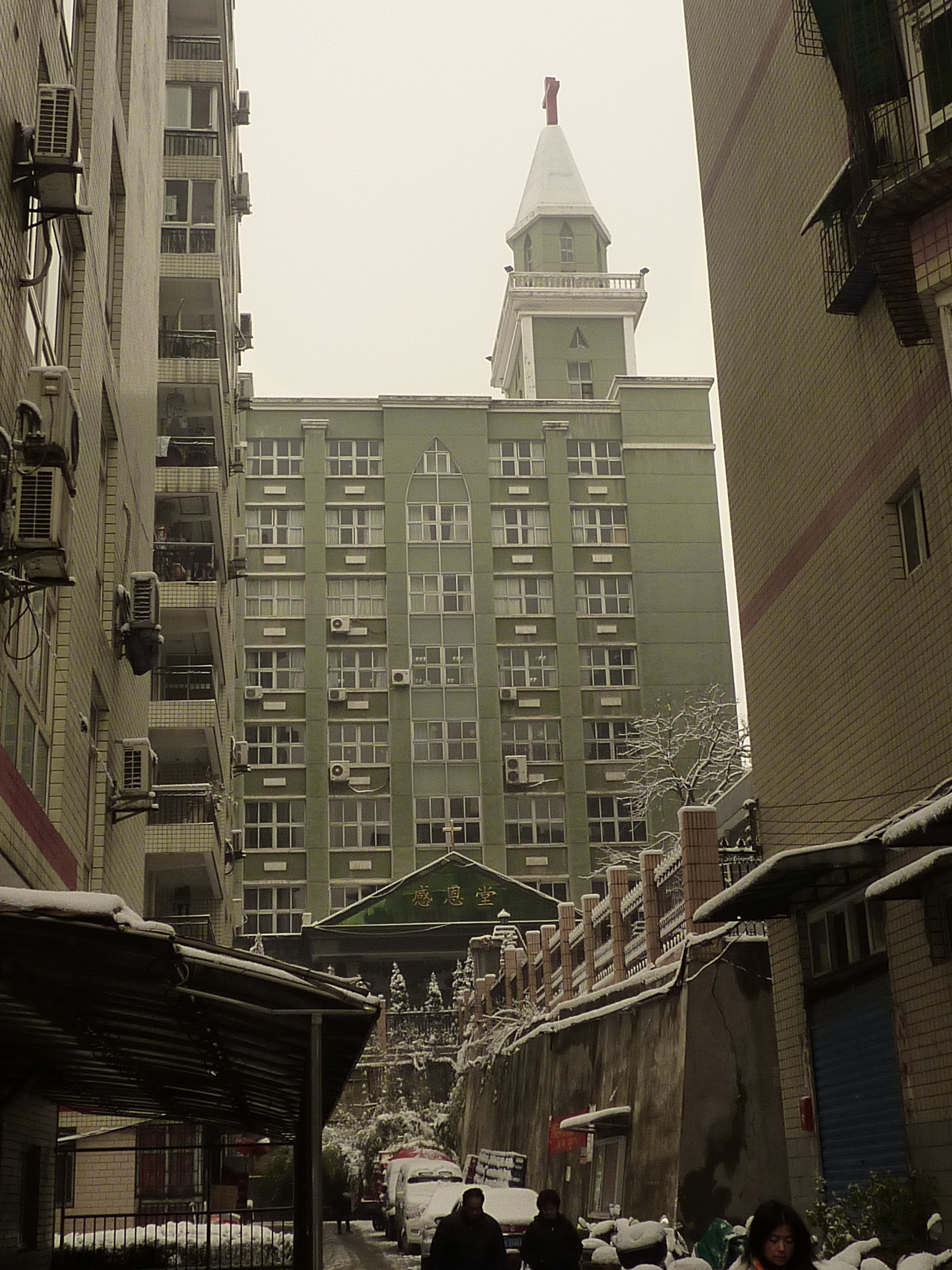
感恩堂(プロテスタント教会)
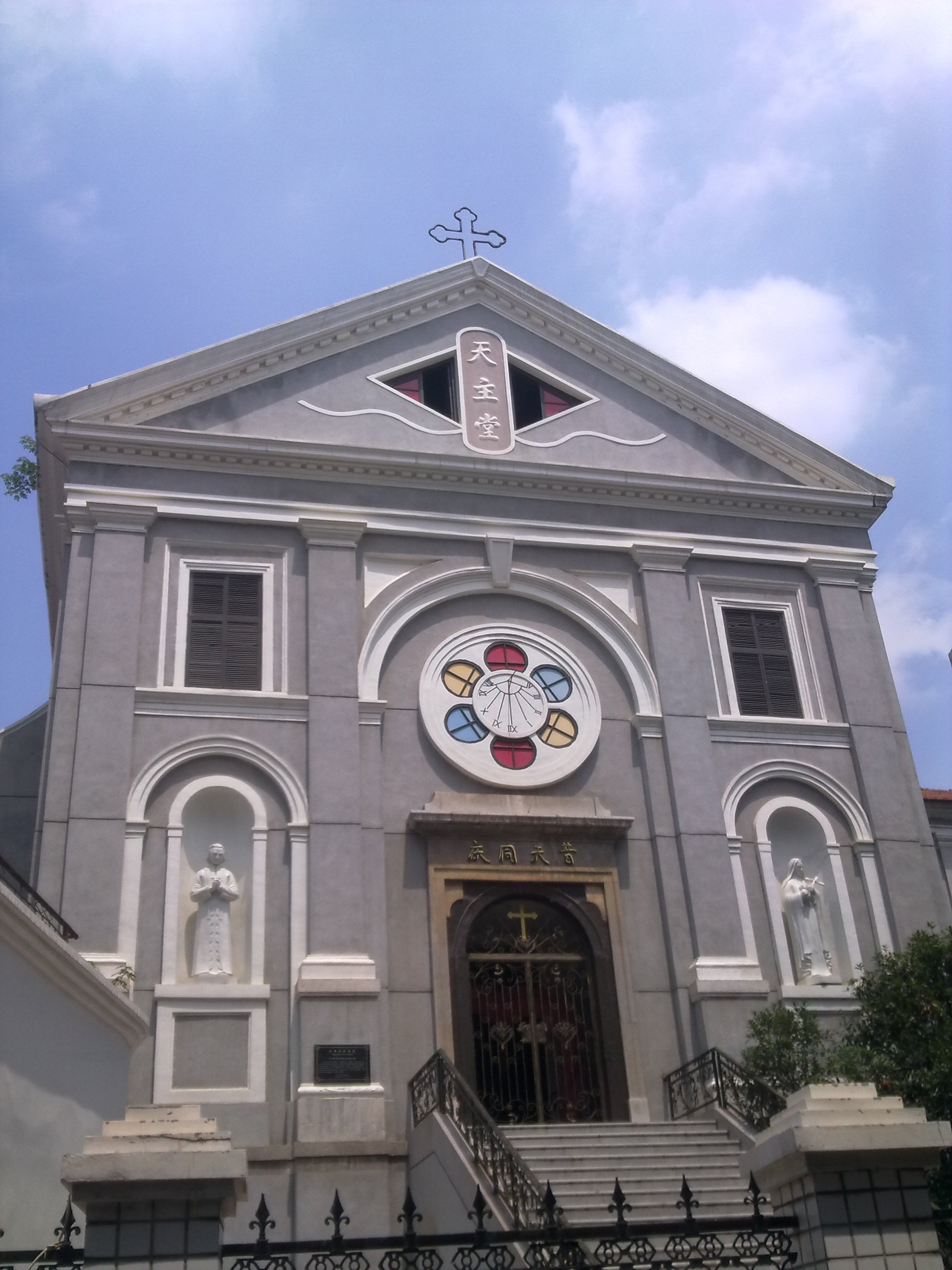
聖家堂(カトリック教会)
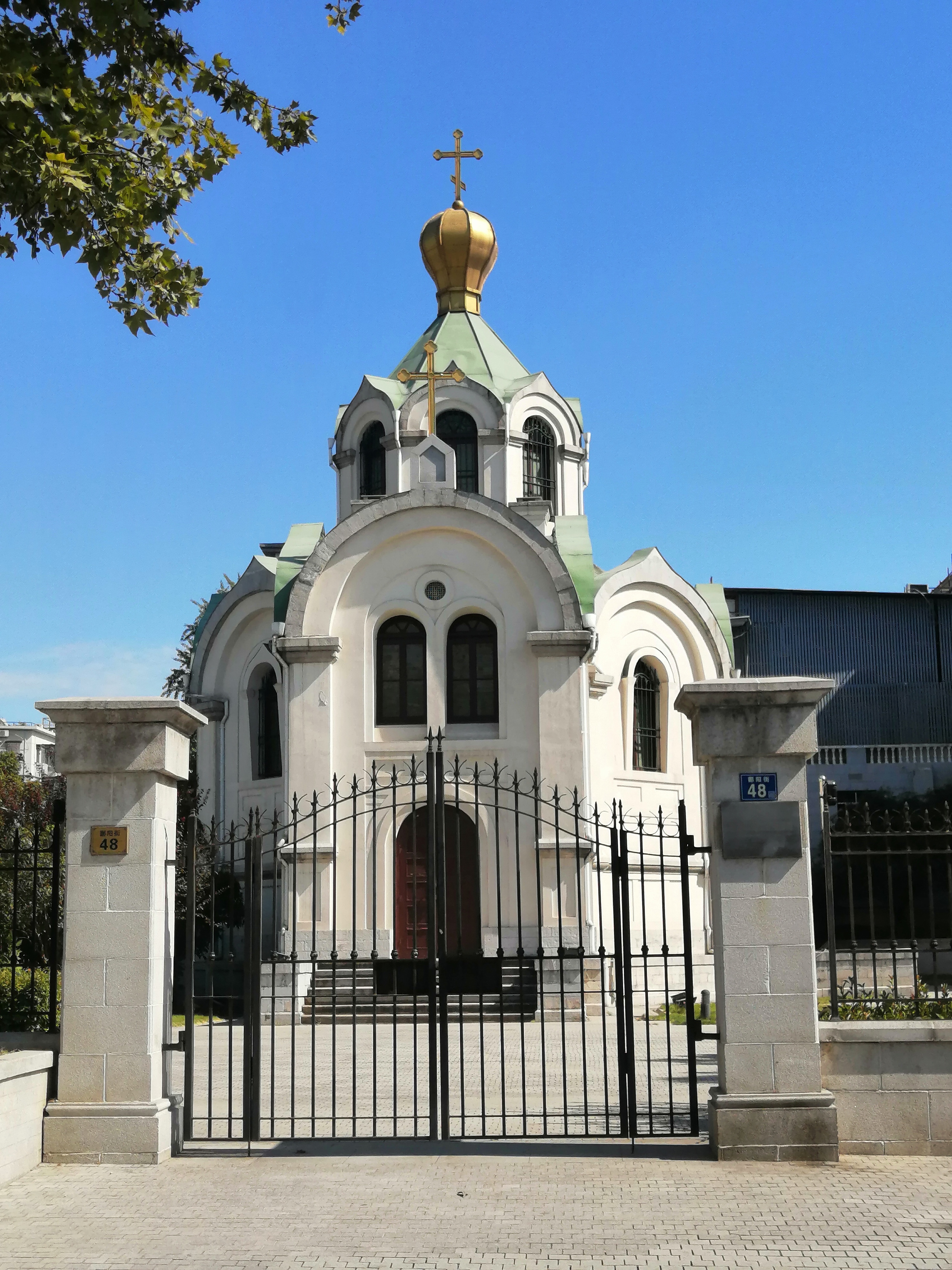
漢口正教会

## 文化
武漢市は中国の楚文化の発祥地の一つであり、南北からの文化的影響も受けたので、多彩な文化を持つ都市である。京劇の母体の一つである西皮調は武漢の本土演劇である漢劇に由来する一方、湖北省と安徽省の省境地域で生まれた黄梅戯は武漢でも人気な地方劇である。

### 方言
「武漢方言」とは、武漢市の中心7区に住む住民に話される西南官話の1種である。音韻面では成都語や昆明語など西南官話に属する他方言と共通な特徴が多い。「北京語」と比較すると以下のような特徴がある。
1. 清音と濁音の区別は存在しない。
2. 普通話に存在しない非円唇後舌狭母音[ɯ]が存在する。例えば、「去」は[kʰɯ˥˩]と発音する。
3. 鼻音韻尾のmは完全にnに合流し、ŋは「i（[i]）」「e（[ə]）」の後ろでは保たれず、nと発音される。「b（[p]）」「p（[pʰ]）」「m」「f」の後の「eng（[əŋ]）」は「ong（[ʊŋ]）」と発音される。近年、特に若者の間で普通話の影響を受け、「p」の後ろに付く「eng」を「ong」ではなく「en（[ən]）」と発音する話者もいる。
4. 歯茎音s, ʦ, ʦʰとそり舌音ʂ,ʐ,ʈʂ, ʈʂʰの区別は存在しない。
5. 声母のnとlは区別しなく、「n」に近く発音する。
6. 陰平、陽平、上声、去声の4つの声調を持ち、入声は全て陽平に変化した。5度式によって説明すると、以下のようである。

| 四声 | 武漢語   | 成都語 | 昆明語   | 普通話   |
| ---- | -------- | ------ | -------- | -------- |
| 陰平 | ˥(55)    | ˦(44)  | ˦(44)    | ˥(55)    |
| 陽平 | ˨˩˧(213) | ˦˩(41) | ˧˩(31)   | ˧˥(35)   |
| 上声 | ˦˨(42)   | ˥˨(52) | ˥˧(53)   | ˨˩˦(214) |
| 去声 | ˧˥(35)   | ˩˧(13) | ˨˩˨(212) | ˥˩(51)   |

出典:李栄（1998）江蘇教育出版社「現代漢語方言大詞典・武漢方言詞典分巻」

### 漢劇
漢劇は武漢地区の伝統的な戯曲で、京劇の母体の一つである。楚調、漢調などとも呼ばれる。中華民国時代に「漢劇」の呼称が定まられ、2006年に中華人民共和国文化部により国家無形文化遺産に指定された。
役柄は末、浄、生、旦、丑、外、小、貼、夫、雑など10種類に分けられる。歌う時は西皮と二黄のほかに、羅羅腔もよく使われる。楽器は胡琴、月琴、三弦、鼓板などが使われる。現在、漢劇を演出する劇団は市内に武漢漢劇院がある。

### 料理

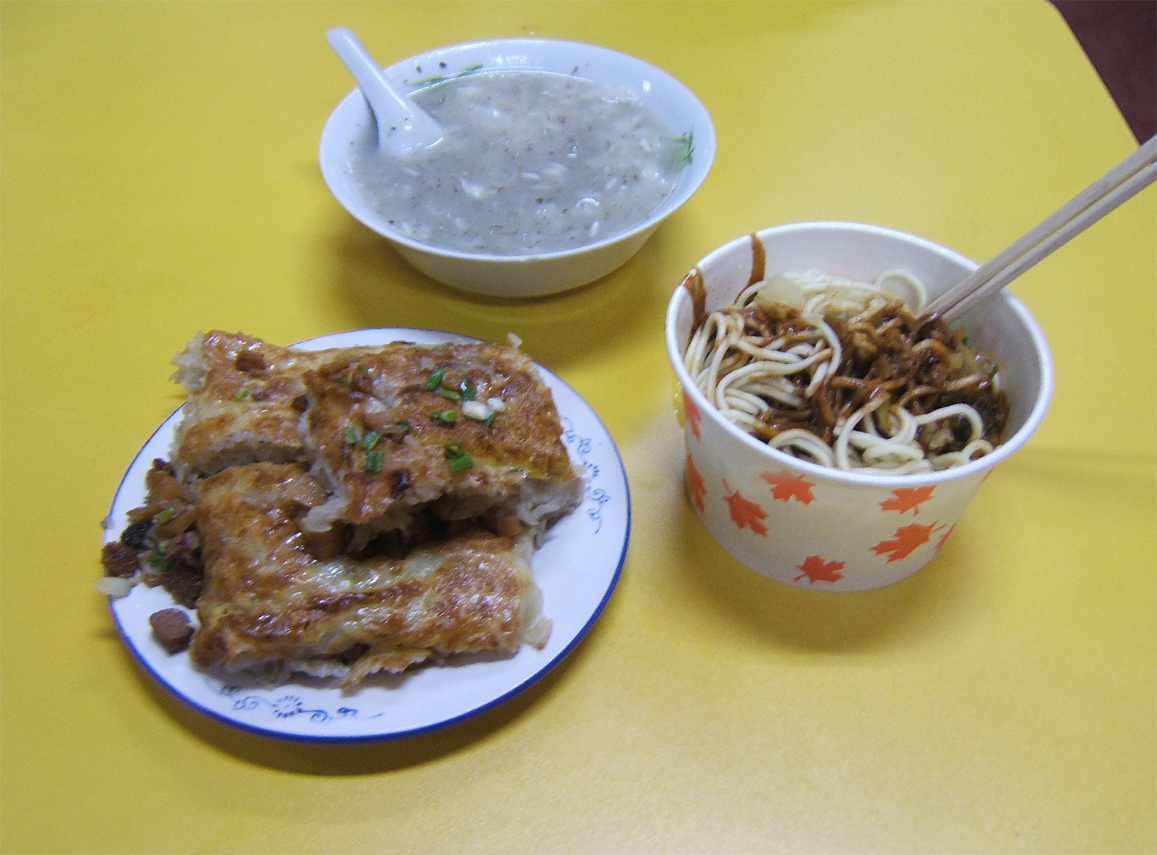
武漢の代表的な朝食：豆皮、熱乾麺と糊米酒

湖北省の料理の地域差は大きいが、武漢市周辺の菜系は漢沔菜あるいは武漢菜といい、省内および湖北省周辺各省の料理の特徴を持つ。塩味の料理には胡椒をよく利かせる場合もある。他地方の料理を出す店も多く、特に「点心」や「小吃」と呼ばれる軽食品の種類が豊富で、それぞれの専門店を出店している。また、朝食に適したものが多く、「朝食の都」と呼ばれる。また、河川・湖沼が多いため、淡水魚を使った料理が発達している。中国各地で見られる蒸し魚、煮魚、唐揚げのほか、淡水魚で作られる蒲鉾、魚そうめん、魚肉団子もよく食べられる。
武漢で一番有名な「小吃」は「熱乾麺」（hot dry noodles）である。熱乾麺は地元ではよく食べられる朝食で、中国で最も人気がある 10 種類の麺料理の一つである。よく煮た麺に塩、パプリカ、醤油、酢、糖、ごまソース、葱などの調味料を載せ、よく混ぜあわせると完成する。また、一番有名な料理は「沔陽三蒸」（「沔陽三蒸」 はそれぞれ「蒸魚」、「蒸肉」と「蒸野菜」）で、シンプルで素朴な材料を使い、現代人の食生活にも適合した健康的な料理である。名前の通り、「沔陽」という場所の三つの蒸す料理だ。

## 経済
武漢はここ数年、目覚ましく工業化が進んでいる。華中地方最大の工商業都市である。2017年の全市のGDPは1兆3410億3400万人民元で、前年比8.0%増加した。
うち、第一次産業が408億2000万元、第二次産業が5861億3500万元、第三次産業が7140億7900万元であり、それぞれの構成比は3.04%、43.71%、53.25%である。常住人口で計算する2017年度の一人当たりのGDPは12万3111元で、前年比10.44%増である。
急激な工業化にともない、大気汚染問題、温暖化問題も生じている。
武漢市GDPの産業別の割合 (2017)
| 暦年   | 総額 （億人民元） | 第一次産業 （億人民元） | 第二次産業 （億人民元） | 第三次産業 （億人民元） | 一人当たりGDP （人民元） |
| ------ | ----------------- | ----------------------- | ----------------------- | ----------------------- | ------------------------ |
| 1949年 | 3.28              | 0.84                    | 0.79                    | 1.65                    | 118                      |
| 1950年 | 4.07              | 0.92                    | 1.01                    | 2.14                    | 141                      |
| 1955年 | 8.82              | 1.27                    | 3.37                    | 4.18                    | 240                      |
| 1960年 | 19.76             | 1.49                    | 12.65                   | 5.62                    | 441                      |
| 1965年 | 19.87             | 2.79                    | 11.84                   | 5.24                    | 436                      |
| 1970年 | 24.71             | 3.12                    | 15.24                   | 6.35                    | 515                      |
| 1975年 | 30.51             | 4.11                    | 18.90                   | 7.50                    | 598                      |
| 1980年 | 53.44             | 5.84                    | 34.53                   | 13.07                   | 950                      |
| 1985年 | 97.32             | 12.48                   | 59.21                   | 25.63                   | 1 610                    |
| 1990年 | 176.83            | 27.50                   | 92.04                   | 57.29                   | 2 673                    |
| 1995年 | 606.91            | 60.74                   | 294.67                  | 251.50                  | 8 609                    |
| 2000年 | 1 206.84          | 81.36                   | 533.31                  | 592.17                  | 15 082                   |
| 2001年 | 1 335.40          | 85.00                   | 582.40                  | 668.00                  | 16 515                   |
| 2002年 | 1 467.80          | 90.40                   | 635.50                  | 741.90                  | 17 971                   |
| 2003年 | 1 622.18          | 95.13                   | 701.87                  | 825.18                  | 19 569                   |
| 2004年 | 1 882.24          | 102.23                  | 825.78                  | 954.23                  | 23 148                   |
| 2005年 | 2 261.17          | 109.57                  | 1 026.27                | 1 125.33                | 26 548                   |
| 2006年 | 2 679.33          | 115.91                  | 1 205.42                | 1 358.00                | 30 921                   |
| 2007年 | 3 209.47          | 129.15                  | 1 440.00                | 1 640.32                | 36 347                   |
| 2008年 | 4 115.51          | 1 44.70                 | 1 867.21                | 2 103.60                | 46 035                   |
| 2009年 | 4 620.86          | 149.06                  | 2 142.14                | 2 329.66                | 51 144                   |
| 2010年 | 5 565.93          | 170.04                  | 2 532.82                | 2 863.07                | 58 961                   |
| 2011年 | 6 762.20          | 198.70                  | 3 254.02                | 3 309.48                | 68 315                   |
| 2012年 | 8 003.82          | 301.21                  | 3 859.56                | 3 843.05                | 79 482                   |
| 2013年 | 9 051.27          | 335.40                  | 4 396.17                | 4 319.70                | 89 000                   |
| 2014年 | 10 069.48         | 350.06                  | 4 785.66                | 4 933.76                | 98 000                   |
| 2015年 | 10 905.60         | 359.81                  | 4 981.54                | 5 564.25                | 104 132                  |
| 2016年 | 11 912.61         | 390.62                  | 5 227.05                | 6 294.94                | 111 469                  |
| 2017年 | 13 410.34         | 408.20                  | 5 861.35                | 7 140.79                | 123 111                  |

出典1:1949〜2016年 - 武漢市統計局「武漢市統計年鑑2017」28、29頁　ISBN 978-7-5037-8197-1

出典2:2017年 - 武漢市人民政府「2017年武漢市国民経済と社会発展統計公報」
- 上記データは人民元建てである。
- 1955年以前のデータは1955年3月に発行された2代目人民元の価値に換算されたもの。
- 2001年〜2008年の数値は国の国勢調査の基準に合せて修正されたもの。
- 2000年以降の一人当たりGDPは常住人口によるもの。
- 産業の区分は「国民経済行業分類」(GB/T4754-2017)[41]、「三次産業劃分規定(2012)」(国統字〔2012〕108号)[42] 及び2018年修正版（国統設管函〔2018〕74号）[43]による。

### 第一次産業
長江の広大な沖積平野を利用した農業が盛んで、また多数の河川・湖沼による漁業も盛んである。特産物はレンコン、ダントウボウなどがある。武漢華南海鮮卸売市場は華中において最大の市場である。

### 第二次産業
武漢は中国の重要な工業基地であり、鉄鋼産業、自動車製造業、光電子産業、化学工業、冶金産業、紡績産業、造船業、製造業、医薬産業など完全な工業体系を有し、武漢鋼鉄、東風汽車、中国船舶重工集団武昌造船所などの大規模な製造業会社および工場がある。
2017年の工業生産の総額は4724億8700万元であり、年末時点の規模以上工業企業は2555社がある。2017年、全市のハイテック企業は2827社があり、全年の規模以上ハイテック企業の総生産は2670億5700万元であり、前年比13.3%増。
2016年年末時点、建築業の付加価値総額は997億5900万元で、同期比9.8%増加した。
| 指標                            | 計量単位   | 2017年   | 前年比（%） |
| ------------------------------- | ---------- | -------- | ----------- |
| 銑鉄                            | 万トン     | 1 554.60 | 4.4         |
| 鋼                              | 万トン     | 1 694.61 | 8.3         |
| 自動車                          | 万台       | 189.78   | 8.0         |
| #セダン                         | 万台       | 113.95   | 6.9         |
| 紙巻きタバコ                    | 万箱       | 253.18   | 3.7         |
| 原油加工量                      | 万トン     | 792.72   | 17.2        |
| 発電量                          | 億kWh      | 228.82   | 4.6         |
| 製紙、板紙製造 （二次加工除く） | 万トン     | 68.11    | -6.4        |
| 室内空気調和設備                | 万台       | 1 746.05 | 44.7        |
| 糸                              | 万トン     | 3.93     | 2.6         |
| 布                              | 万メートル | 5 495.59 | -30.0       |
| 服装                            | 万着       | 8 302.92 | 8.6         |
| ソフトドリンク                  | 万トン     | 371.76   | 15.4        |
| モニター                        | 万台       | 1 347.58 | 14.5        |
| 化学薬品原薬                    | トン       | 1 7732   | 1.1         |
| エチレン                        | 万トン     | 86.70    | 18.9        |
| 光ケーブル                      | 万メートル | 6 699.57 | 20.8        |
| コンクリート                    | 万トン     | 1 033.38 | -3.5        |
| 携帯電話機                      | 万台       | 4 179.69 | -14.8       |
| 電子式汎用計算機                | 万台       | 1 279.75 | 52.3        |

#### 工業団地
武漢の工業企業は殆ど市街からやや離れた経済開発区に置かれる。自動車製造業など重工業は漢陽区に集まっている。また、武昌区の東湖の南側に武漢東湖新技術産業開発区が設置され、光ファイバー製造工場およびITアウトソーシング産業などが集まっている。JETRO武漢事務所によると、2019年現在、同市に駐在している日本人は約460人、長期出張者や留学生を含めると500〜600人程という。
- 国家級経済開発区（3）
  - 武漢経済技術開発区[45]：自動車産業が主で、「中国車都」とも呼ばれる。本田技研工業、日産自動車、ショーワ、TSテック、日本特殊塗料など日系製造業大手も進出している。
  - 武漢東湖新技術産業開発区[46]：「中国光谷」とも呼ばれ、光電子産業、医薬研究開発・製造、生物工学などハイテック産業がメインで、特に光ファイバー、ケーブルの生産規模は大きい。NEC、パナソニックなど日系企業も進出している。
  - 武漢臨空港経済技術開発区[47]：武漢天河国際空港に隣接し、飛行機修理・メンテナンス、航空サービス業、航空物流・運輸業が主な産業。
- 省級経済開発区（13）
  - 武漢呉家山台商投資区
  - 武漢陽邏経済開発区[48]
  - 武漢江漢経済開発区[49]
  - 武漢洪山経済開発区
  - 武漢蔡甸経済開発区
  - 武漢江夏経済開発区
  - 武漢漢南経済開発区
  - 武漢武昌経済開発区
  - 武漢漢陽経済開発区
  - 武漢礄口経済開発区
  - 武漢江岸経済開発区[50]
  - 武漢盤龍城経済開発区
  - 武漢青山経済開発区

### 第三次産業
武漢市の商業は湖南・江西・安徽・河南を含む華中地区全域に影響力を持ち、漢正街は華中地区最大の卸売り市場の1つである。小売りでは武漢武商集団股份有限公司、武漢中商集団股份有限公司、武漢中百集団股份有限公司、武漢市漢商集団股份有限公司など武漢現地の大手百貨店が有力である。そのほか、カルフール、イケア、メトロ、ウォルマート、イオン（5店舗）、ニトリ、ローソンなど外資系大手小売業者も当市で店舗を開いている。
2017年度の全社会消費品小売総額は6196億3000万元で、前年比10.4%増加した。業界別には卸売り・小売業の売上額は5605億2700万元で、宿泊・飲食業の売上額は591億300万元である。

#### 主な商業エリア
前述のように、武漢の中心部は漢江と長江により漢口・漢陽と武昌といった3エリアに分割され、各エリア独自の商業エリアを有する。
| 地域 | 商圏名       | 商圏の範囲 | 備考                                                  |
| ---- | ------------ | --- | ----------------------------------------------------- |
| 漢口 | 江漢路商圏   | 江漢路歩行者天国を中心に、江漢一路、江漢二路、中山大道、花楼街、保成路などを含む |                                                       |
| 漢口 | 武漢広場商圏 | 武商プラザや武漢国際プラザを中心に、京漢大道、武商路、武展西路、解放大道、万松園路、武勝路、利済北路などを含む                                                                      |                                                       |
| 漢口 | 漢正街商圏   | 漢正街小商品市場を中心に、利済路、多福路、漢正街、大夾街、友誼南路、沿河大道、民族路などを含む                                                                                      | 明代に発祥、漢口最古の商業エリア                      |
| 漢口 | 唐家墩商圏   | 菱角湖万達プラザを中心に、菱角湖路、唐家墩路、新華路、馬場角路、青年路などを含む |                                                       |
| 漢口 | 武漢天地商圏 | 武漢天地歩行者天国や壱方ショッピングセンターを中心に、黄浦大街、中山大道、解放大道、沿江大道、盧溝橋路などを含む                                                                    |                                                       |
| 漢陽 | 鍾家村商圏   | 鸚鵡大道と漢陽大道の交差点にある銅鑼湾プラザ、漢陽商場、漢商銀座といったデパートを中心に、西大街、攔江路などを含む                                                                  |                                                       |
| 漢陽 | 王家湾商圏   | 龍陽大道と漢陽大道の交差点にあるカルフール王家湾店、大洋百貨王家湾店などデパートを中心に、墨水湖北路などを含む                                                                      |                                                       |
| 漢陽 | 経開商圏     | 経済開発区の住宅団地附近の寧康園商店街や経開万達プラザを中心に東風大道、太子湖路、体育路などを含む                                                                                  |                                                       |
| 武昌 | 中南路商圏   | 武珞路と中南路の丁字路附近にある中南商業大楼を中心に、中南路、武珞路、洪山広場周辺などを含む                                                                                        |                                                       |
| 武昌 | 街道口商圏   | 武珞路と珞獅路の十字路附近にある群光プラザ、銀泰イノベーションシティなどを中心に、武珞路、珞獅路、珞珈山路などを含む                                                                |                                                       |
| 武昌 | 光谷商圏     | 光谷国際プラザ、魯巷プラザショッピングセンター、光谷世界街歩行者天国などを中心に、珞喩路、魯磨路、虎泉街、民族大道、光谷街などを含む                                                |                                                       |
| 武昌 | 司門口商圏   | 南宋時代に「長街」と呼ばれ、現在の呼び名は明代の湖広承宣布政使司衙門の附近にある事に由来。黄鶴楼附近の歓楽街を中心に、解放路、民主路、戸部巷飲食街、中華路などを含む                | 南宋時代に発祥、800年の歴史を持つ武昌最古の商業エリア |
| 武昌 | 中北路商圏   | マダム・タッソー武漢、HANSHOW劇場、万達映画楽園などがある楚河漢街歩行者天国を中心に、中北路、松竹路、公正路、楚漢路、白鷺街、東湖路などを含む                                       |                                                       |
| 武昌 | 徐東商圏     | 徐東大街と友誼大道の十字路にある銷品茂ショッピングモール、中商徐東平価プラザとニトリ中国大陸1号店があるスターシティ(群星城)を中心に、紅盛路、団結大道、徐東大街、友誼大道などを含む |                                                       |

- 都心部以外に、郊外各区には小規模な商店街や商業エリアがある。

## 軍事
武漢に駐在する部隊は中国人民解放軍中部戦区に所属し、空軍武漢基地所属師団を統括する。また、中国共産党中央軍事委員会に直轄される、五大戦区の後方支援を担当する聯勤中心（無錫、桂林、西寧、瀋陽、鄭州）を総括し上位機関となる中国人民解放軍武漢聯勤保障基地は武漢にある。

## 教育
武漢市を中心とする湖北省は、昔から教育を重視し、多くの人材が輩出する事から、「惟楚有材」と評価される。2017年時点、全市において幼稚園は1391園あり、在籍園児数は30.2万人である。小中高校は968校（うち中高学校は367校、小学校は601校）あり、在籍学生数は85.1万人（うち中高学校の学生数は31.6万人、小学生は53.5万人）、中等専門学校は105校あり、在籍学生数は8.4万人%である。2016年時点の国立・公立大学と私立大学は84校があり、在籍学生数は107.5万人（大学生数は94.8万人、大学院生数は12.7万人）である。

### 幼稚園
1904年2月、武昌にある中国初の公的幼児教育施設「湖北幼稚園」が正式に開園し、戸野みちゑが園長に就任した。日本の「幼稚園保育及設備規程」（1899年制定）を元に作成した「湖北幼稚園開弁章程」は、中国における公的な幼児・女子教育制度の先鞭となった。
- 武漢市の幼稚園リスト

### 小学校
- 武漢市の小学校リスト

### 中学校
- 武漢市の中学校リスト

### 特殊教育学校
- 武漢市黄陂区特殊教育学校
- 武漢市武昌区培智中心学校
- 武漢市中山特殊教育学校
- 武漢市第一聾校
- 武漢市江夏区特殊教育学校
- 武漢市江岸区輔読学校
- 武漢市盲童学校
- 武漢市第二聾唖学校
- 武漢市新洲区特殊教育学校

### 高等学校
2017年9月時点、全市の高等学校の中、「湖北省示範高級中学」に指定される学校は下記通り34校ある。
| 学校名                     | 所属                                | 重点校に指定する政令 | 創校年 |
| -------------------------- | ----------------------------------- | -------------------- | ------ |
| 華中師範大学第一附属中学   | 中華人民共和国 教育部               | 鄂政督【1998】009号  | 1950年 |
| 華中科技大学附属中学       | 中華人民共和国 教育部               | 鄂政督【2011】5号    | 1954年 |
| 湖北省水果湖高級中学       | 湖北省教育庁                        | 鄂政督【1998】009号  | 1958年 |
| 湖北大学附属中学           | 湖北省教育庁                        | 鄂政督【2010】4号    | 1957年 |
| 武漢外国語学校             | 武漢市教育局                        | 鄂政督【2001】19号   | 1964年 |
| 武漢西蔵中学               | 武漢市教育局                        | 鄂政督【2010】4号    | 2006年 |
| 武漢市常青第一中学         | 武漢市教育局                        | 不明                 | 1999年 |
| 武漢市第二中学             | 江岸区教育局                        | 鄂政督【2000】009号  | 1939年 |
| 武漢市第六中学             | 江岸区教育局                        | 鄂政督【2000】009号  | 1903年 |
| 武漢市漢鉄高級中学         | 江岸区教育局                        | 鄂政督【2006】4号    | 1947年 |
| 武漢市育才高級中学         | 江岸区教育局                        | 鄂政督【2009】3号    | 1915年 |
| 武漢市第一中学             | 江漢区教育局                        | 鄂政督【2001】19号   | 1931年 |
| 武漢市第十二中学           | 江漢区教育局                        | 鄂政督【2004】3号    | 1954年 |
| 武漢市第十九中学           | 江漢区教育局                        | 鄂政督【2012】2号    | 1911年 |
| 武漢市第四中学             | 礄口区教育局                        | 鄂政督【2000】009号  | 1899年 |
| 武漢市第十一中学           | 礄口区教育局                        | 鄂政督【2000】009号  | 1954年 |
| 武漢市第十七中学           | 礄口区教育局                        | 鄂政督【2005】3号    | 1936年 |
| 武漢市第三中学             | 漢陽区教育局                        | 鄂政督【2003】1号    | 1705年 |
| 武漢市第二十三中学         | 漢陽区教育局                        | 鄂政督【2006】4号    | 1896年 |
| 湖北省武昌実験中学         | 武昌区教育局                        | 鄂政督【1998】009号  | 1920年 |
| 武漢中学                   | 武昌区教育局                        | 鄂政督【2001】19号   | 1920年 |
| 武漢市第十四中学           | 武昌区教育局                        | 鄂政督【2004】3号    | 1903年 |
| 武漢市第十五中学           | 武昌区教育局                        | 鄂政督【2006】4号    | 1885年 |
| 武漢市東湖中学             | 武昌区教育局                        | 鄂政督【2006】4号    | 1964年 |
| 武漢市第四十九中学         | 青山区教育局                        | 鄂政督【2001】19号   | 1957年 |
| 武漢鋼鉄集団第三子弟中学   | 青山区教育局                        | 鄂政督【2003】6号    | 1958年 |
| 武漢市洪山高級中学         | 洪山区教育局                        | 鄂政督【2004】3号    | 1964年 |
| 武漢市呉家山中学           | 東西湖区教育局                      | 鄂政督【2000】009号  | 1959年 |
| 武漢市漢南区第一中学       | 漢南区教育局                        | 鄂政督【2005】3号    | 1971年 |
| 武漢市蔡甸区第一中学       | 蔡甸区教育局                        | 鄂政督【2004】3号    | 1901年 |
| 武漢市江夏区第一中学       | 江夏区教育局                        | 鄂政督【2004】3号    | 1947年 |
| 武漢市新洲区第一中学       | 新洲区教育局                        | 鄂政督【2001】19号   | 1949年 |
| 武漢市黄陂区第一中学       | 黄陂区教育局                        | 鄂政督【2003】6号    | 1933年 |
| 武漢経済技術開発区第一中学 | 武漢経済技術開発区 （漢南区）教育局 | 鄂政督【2006】4号    | 1996年 |

### 大学
武漢は2016年現在、国立大学が8校、他の公立大学が23校、私立大学が23校があり、短期大学含め89校がある。2016年現在、大学及び短期大学の学生数は94.9万人、大学院生数は11.5万人、合計106.4万人があり、広州市に次いで中国2位である。

#### 国立大学
- 教育部所属校
  - 武漢大学
  - 華中科技大学
  - 華中農業大学
  - 武漢理工大学
  - 中国地質大学（武漢）
  - 華中師範大学
  - 中南財経政法大学
- 国家民族事務委員会所属校
  - 中南民族大学

- 武漢大学
- 華中科技大学
- 華中農業大学
- 中国地質大学
- 中南民族大学

#### 省立・市立大学
- 湖北大学
- 武漢科技大学
- 江漢大学
- 湖北工業大学
- 武漢工程大学
- 武漢紡織大学
- 武漢軽工大学
- 湖北中医薬大学
- 武漢体育学院
- 湖北美術学院
- 湖北警官学院
- 武漢音楽学院
- 湖北経済学院
- 湖北第二師範学院
- 武漢商学院
- 長江大学武漢キャンパス

#### 軍事大学
- 中国人民解放軍海軍工程大学
- 中国人民解放軍第二砲兵指揮学院
- 中国人民解放軍国防信息学院
- 中国人民解放軍軍事経済学院
- 中国人民解放軍空軍予警学院
- 中国人民武装警察部隊武漢指揮学院
- 中国人民解放軍武漢軍械士官学校

#### 独立学院
- 湖北大学知行学院
- 武漢科技大学城市学院
- 湖北工業大学工程技術学院
- 武漢工程大学郵電と信息工程学院
- 江漢大学文理学院
- 武漢紡績大学外経貿学院
- 湖北経済学院法商学院
- 武漢体育学院体育科技学院

#### 主な私立大学
- 武昌首義学院
- 文華学院
- 漢口学院
- 武漢学院
- 湖北商貿学院
- 武漢工商学院
- 武漢東湖学院
- 武昌理工学院
- 武昌工学院
- 武漢生物工程学院
- 武漢設計工程学院
- 武漢工程科技学院
- 武漢伝媒学院
- 武漢晴川学院
- 武漢華夏理工学院

## 交通
武漢は古代から、水運・陸運が発達していたことから「九省通衢」と呼ばれる。現在の武漢は長江と京広線が交差する場所で、中国内陸部最大の交通中枢都市の一つである。2017年度の全市旅客輸送量は2億9950万3000人であり、うち鉄道輸送量は1億8074万3000人、道路輸送量は1億410万人、航空輸送量は1466万人である。2017年末時点の自動車保有台数は261万台で、前年比30万台増。市内の交通手段としては自家用車のほか、タクシー、路線バス、トロリーバス、BRT、地下鉄、路面電車、フェリー、レンタサイクルなども整備されている。特に、市は長年にわたり公共交通機関の利用促進を行い、2017年末時点に地下鉄の総営業キロ程は237キロメートルで、利用者数は延べ9億3683万2000人である。2016年時点の路線バス（トロリーバス含む）利用者数は延べ14億7387万8000人、フェリーは延べ843万2000人である。

### 航空
武漢市はかつて、武昌に南湖空港があり、漢口に王家墩空港があったが、都市の拡張につれて空港の敷地が市街に内包され、新空港の開港により閉鎖した。現在定期便を運行している空港は武漢天河国際空港である。

#### 武漢天河国際空港

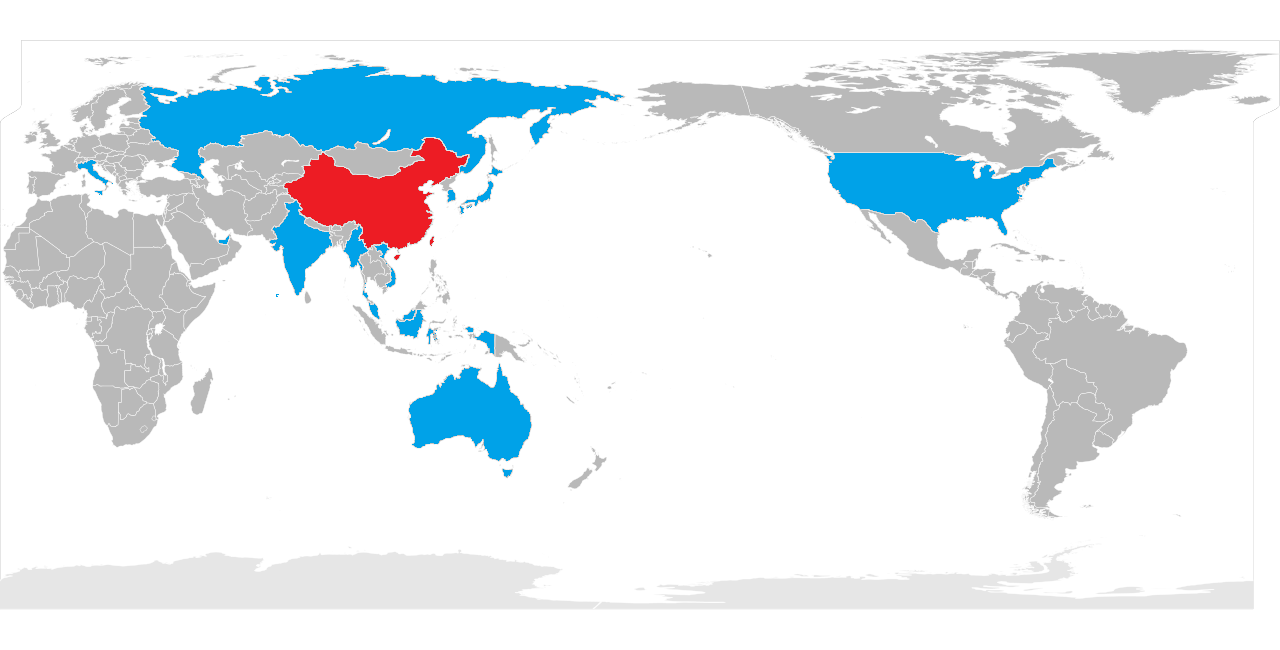
武漢天河国際空港の就航国

武漢天河国際空港が中国民用航空局（CAAC）により指定される全国8大地域的中枢空港の1つ、対外開放Ⅰ類口岸、国際線代替空港である。
- 開港：1995年4月15日
- 航空旅客数：2312.94万人（2017年）、うち国際線旅客数は262.6万人（2017年）[55]。
- 航空貨物取扱量：18.5万トン（2017年）[55]。
- 日本とは、東京（成田）、名古屋（中部）、大阪（関西）、静岡、福岡から定期国際便が運航されている。
- 市街地との間は武孝都市間鉄道、地下鉄2号線やエアポートバスなどで結ばれている。

#### 武漢漢南公共飛行場

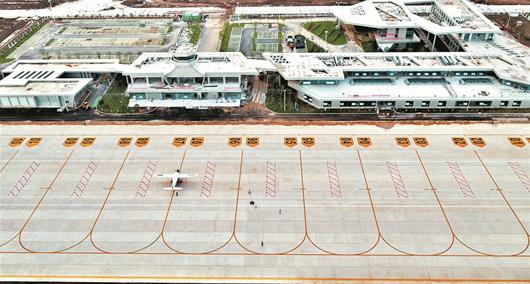
漢南公共飛行場

武漢漢南公共飛行場は漢南区の南部にある公共航空と衛星産業団地に位置し、湖北省ないし華中地方最大級の公共飛行場である。滑走路は1本あり、長さが1600メートル、幅が30メートルである。将来、既存滑走路を2400メートルに延長改造するほか、長さが2400メートルの2号滑走路を増築し、アジア最大級の公共飛行場を目指す拡張工事を計画中。

### 鉄道

武漢の鉄道

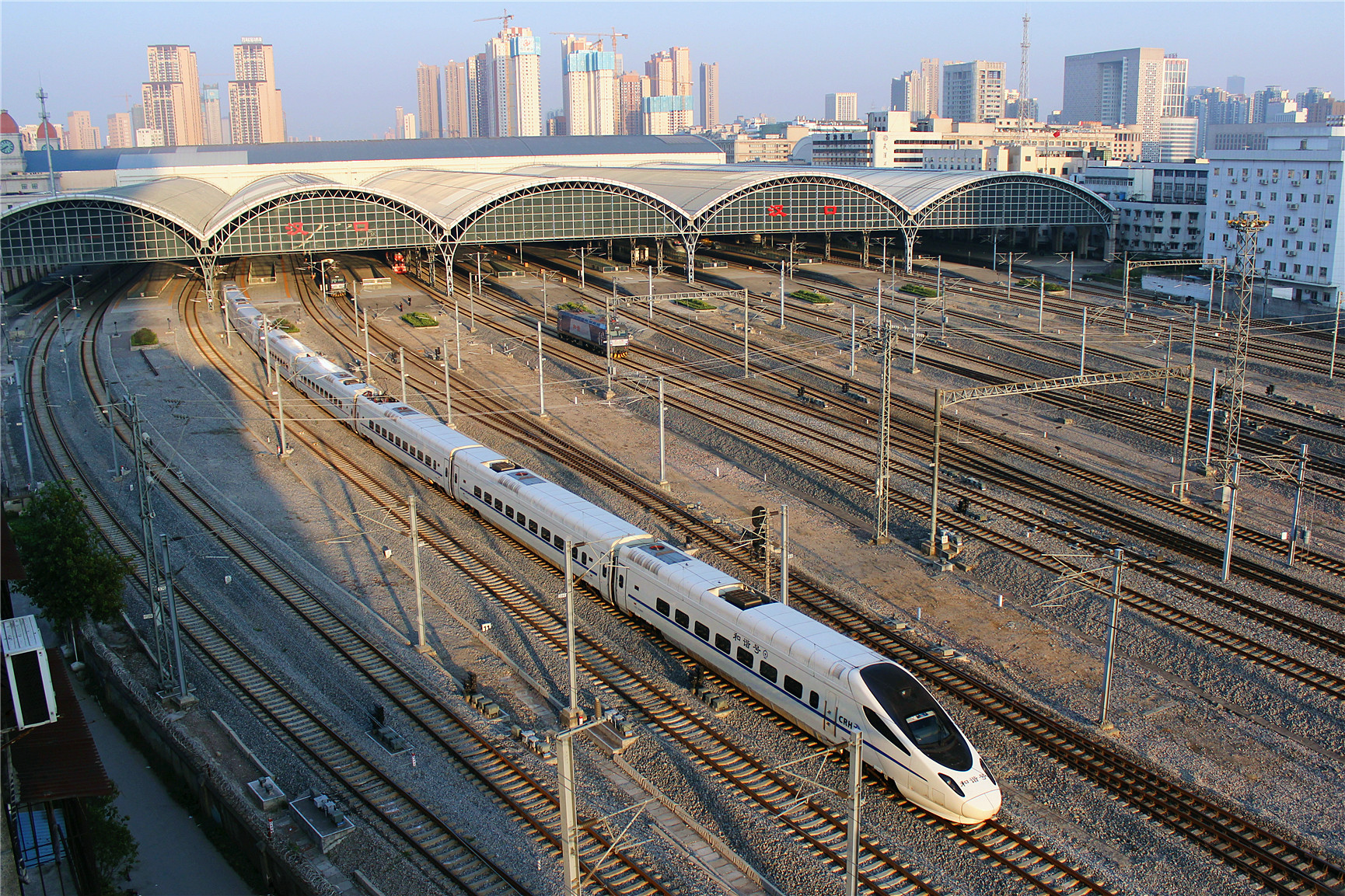
漢口駅の駅舎

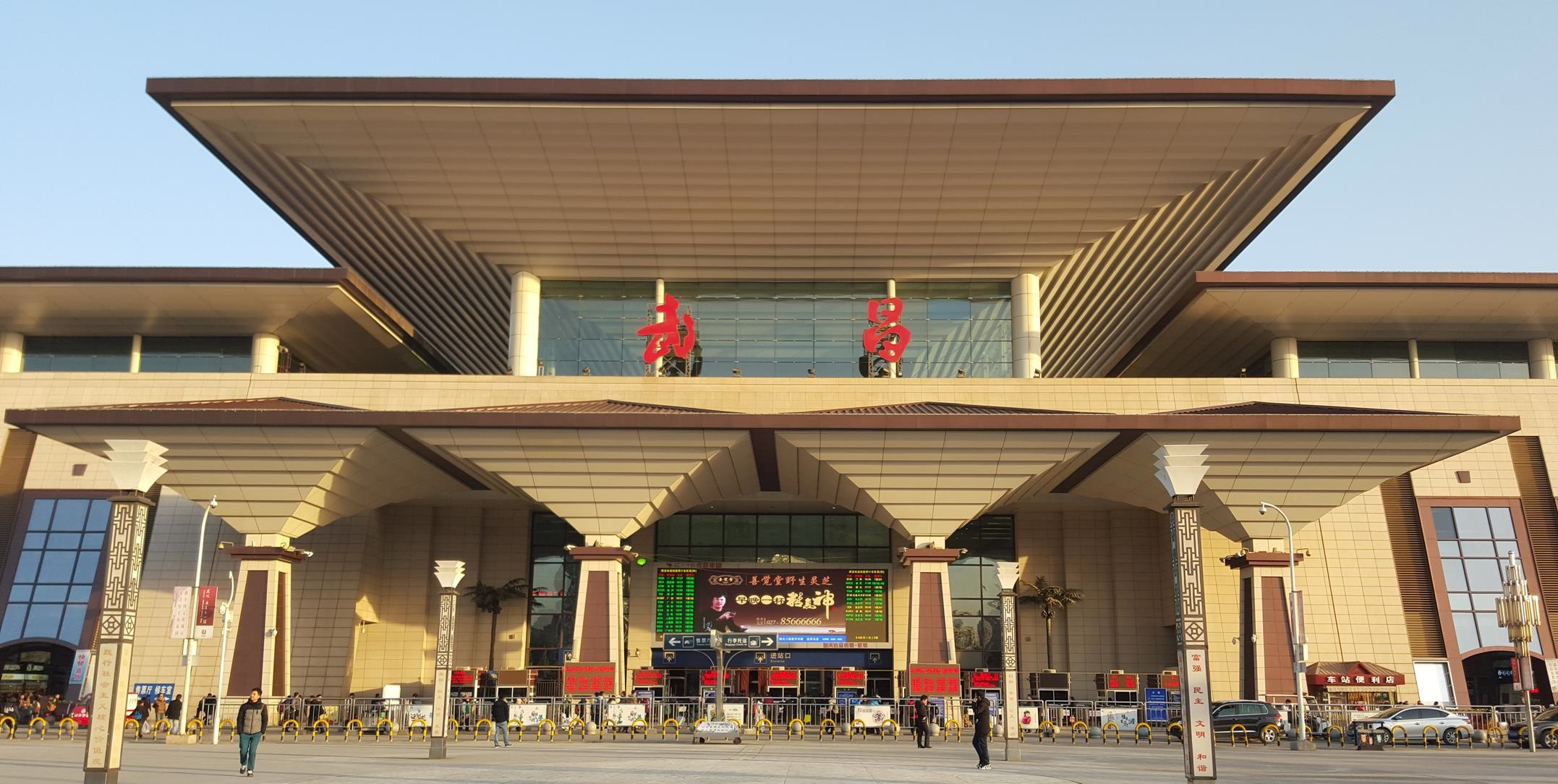
武昌駅の駅舎

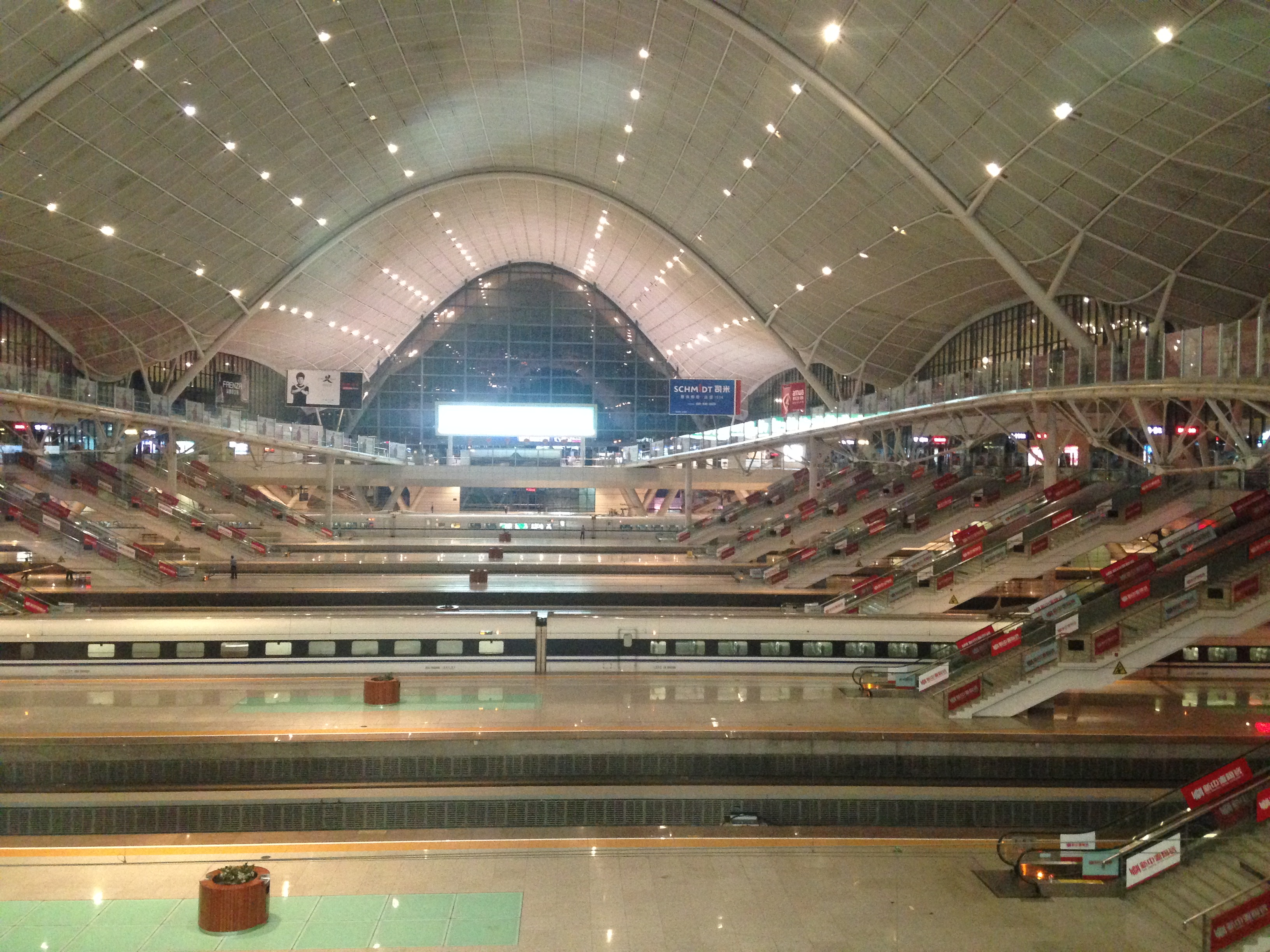
武漢駅の駅舎内部

武漢市は中国高速鉄道網の重要な中枢都市で、中国の四大鉄道中枢、六大鉄道旅客運輸中枢及び四大機関車修理・メンテナンス基地の1つでもある。京港旅客専用線と滬漢蓉旅客専用線は武漢で交差し、当市の2017年度の鉄道旅客乗降数は1億8074万3千人であった。また、湖北省の大部分及び河南省の南部の鉄道を管轄する中国鉄路総公司武漢局集団有限公司の本部は同市に所在する。
市域にある規模が非常に大きい特等駅は漢口駅（在来線、高速鉄道共用）、武昌駅（在来線、高速鉄道共用）、武漢駅（高速鉄道専用）の3駅がある。

#### 長距離幹線鉄道
- 国鉄Ⅰ級幹線鉄道
  - 京広線（北京と広州を結ぶ） - 漢口駅、武昌駅経由
  - 京九線（北京と香港九龍を結ぶ） - 支線の終点は漢口駅
  - 漢丹線（漢口・武昌と丹江口を結び、襄陽を経由） - 起点は漢口駅
  - 武九線（武昌と九江を結ぶ） - 起点は武昌駅
- 高速鉄道
  - 滬漢蓉旅客専用線（上海と成都を結ぶ路線で、漢口駅〜宜昌東駅区間と合肥南駅〜漢口駅区間はそれぞれ漢宜線と合武線と呼ばれる） - 漢口駅経由
  - 京港旅客専用線（北京と香港を結ぶ路線） - 武漢駅経由
  - 武九旅客専用線（中国語版）（武昌と九江を結ぶ路線） - 起点は武昌駅
  - 武西旅客専用線（中国語版） (漢口と西安を結ぶ路線) - 2025年全線開業予定

#### 都市間鉄道
上記長距離鉄道のほか、武漢都市圏内で走る都市間鉄道もある。
- 武咸都市間鉄道（中国語版）（武昌駅 - 咸寧南駅）
- 武黄都市間鉄道（中国語版）（武漢駅 - 大冶北駅）
- 武岡都市間鉄道（中国語版）（武漢駅 - 黄岡東駅）
- 武孝都市間鉄道（中国語版）（漢口駅 - 天河空港駅 - 孝感東駅）

### 道路

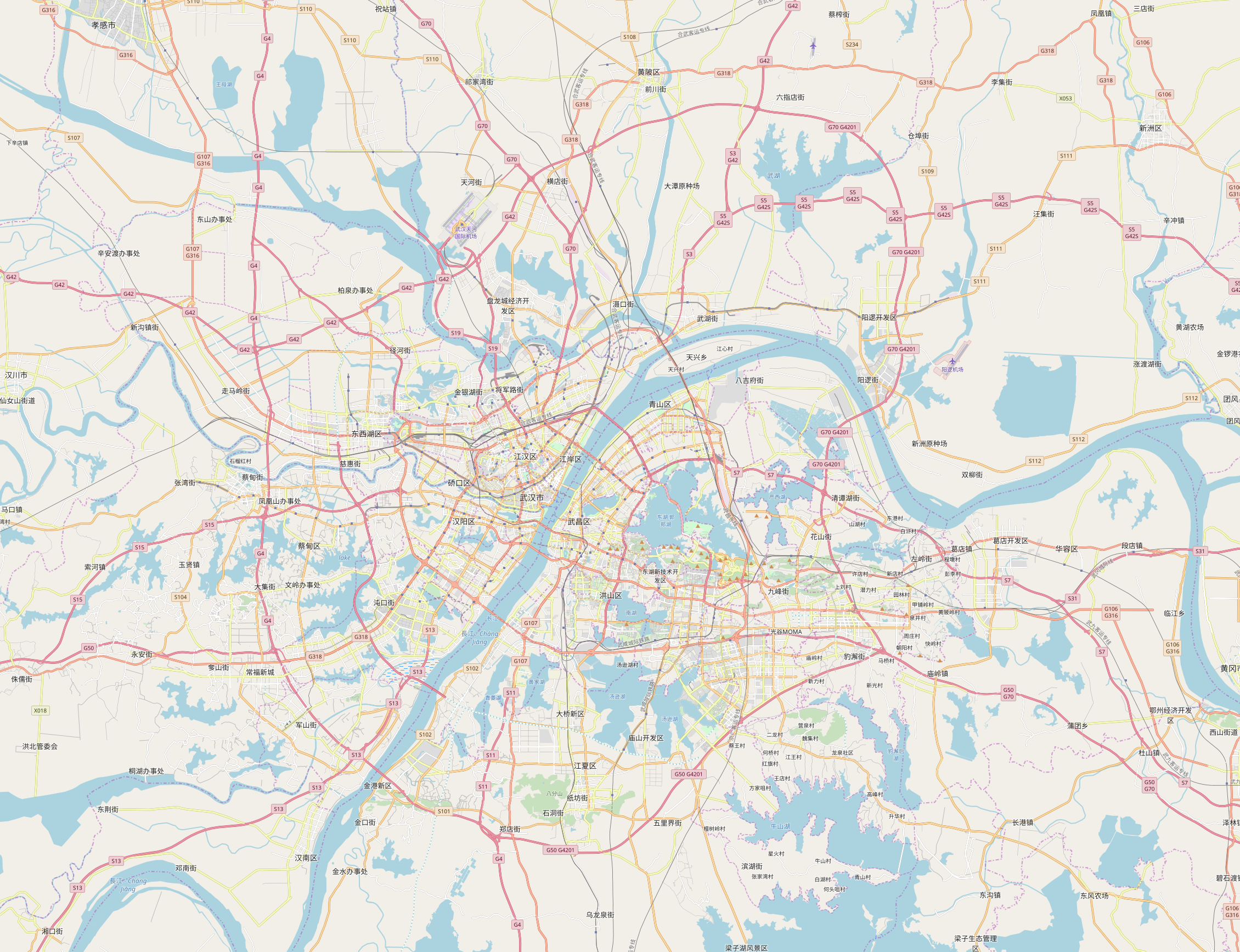
武漢付近の道路網

国道(G)
- G106国道：北京市 - 広東省広州市
- G107国道：北京市 - 広東省深圳市、アジアハイウェイ1号線の一部となる。
- G316国道：福建省福清市 - 青海省同仁市
- G318国道：上海市 - チベット自治区ニャラム県
- G348国道：武漢市 - 雲南省大理市

国家級高速道路(G)
- 京港澳高速道路(G4、京珠高速道路)：北京市 - 香港特別行政区・澳門特別行政区、アジアハイウェイ1号線の一部となる。
- 武深高速道路(G0422)：武漢市 - 広東省深圳市
- 滬蓉高速道路(G42)：上海市 - 四川省成都市
- 滬鄂高速道路(G4221)：上海市 - 武漢市
- 滬渝高速道路(G50)：上海市 - 重慶市
- 福銀高速道路(G70)：福建省福州市 - 寧夏回族自治区銀川市
- 武漢繞城(外郭環状)高速道路(G4201、武漢外環線)：環状高速道路

省級高速道路(S)
- 岱黄高速道路(S1)：岱家山 - 黄陂区
- 漢孝高速道路(S2)：武漢市 - 孝感市
- 武麻高速道路(S3)：武漢市 - 麻城市
- 武鄂高速道路(S7)：武漢市 - 鄂州市
- 関豹高速道路(S8)：関山 - 豹澥
- 武陽高速道路(S9)：武漢市 - 陽新県
- 青鄭高速道路(S11)：青菱 - 鄭店
- 青鄭高速道路(S11)：武漢市 - 嘉魚県
- 武監高速道路(S13)：武漢市 - 監利市
- 漢蔡高速道路(S15)：漢陽区 - 蔡甸区
- 礄孝高速道路(S17)：礄口区 - 孝南区
- 武漢天河機場高速道路(S18)：武漢天河国際空港 - 武漢市内
- 武漢天河機場高速第二通路(S19)：武漢天河国際空港 - 武漢市内
- 武漢四環線高速道路(S40)：環状高速道路

### 水運
武漢市は長江中流に位置し、昔から内陸水運の拠点として栄えている。長江の水運を管理する交通部長江航務管理局と中国長江航運（集団）総公司の本部が武漢市にある。
- 旅客輸送：長江沿いの重慶、宜昌、安慶、南京、上海など都市との間に航路があったが、2001年10月11日から全ての旅客定期便は廃止された。武漢客運港のフェリーターミナルは現在、武漢科学技術館新館に改造[58]。
- 貨物輸送：2010年に武漢港を中心とし、周辺の鄂州市、黄岡市、咸寧市の一部港湾を整合した港、武漢新港がある。武漢新港は、陽邏港地域及び林四房、唐家渡、武鋼、北湖、白滸山、葛店、三江など10カ所の港口作業区域から構成される。2017年度のコンテナ輸送量は135.56万TEUに達し、前年比20.24%増で、長江上中流域において1位となる。特に自動車輸送量は84.53万台で上海と広州に次いで全国3位となる[59]。

### 路線バス・トロリーバス
武漢市の公営バスは、公営会社である武漢公共交通集団有限公司及びその子会社により運営される。2014年4月現在の路線数は330系統で、路線の長さは合計6005.9キロメートルに達した。バスの台数はトロリーバスを含めて6993台があり、バスターミナルは63か所がある。
市街地で運行されるバス系統は殆どワンマン運転である。ほとんどは均一運賃で運営しており、うち全線2元の路線が多い。ICカードの武漢通を使用すると1割或いは2割引のサービスがあり、現金支払いより安いので現地の人によく利用されている。また、2017年8月現在、アリペイのオンライン決済用設備は全てのバスに導入されている。
さらに、公共交通機関利用促進策として、ICカードで90分間以内でバスを3回まで乗り換える「乗換割引政策」があり、場合によって3割又は4割引きになることもある。また、65歳以上の高齢者は年間利用回数730回まである敬老カードを利用することができ、障がい者ICカードを利用する障害者および現役の軍人は公営バスを無料乗車できる。

### 地下鉄
武漢地鉄集団有限公司（武漢メトログループ）は2018年4月現在、以下の7本の路線を運営している。

武漢地下鉄路線図

- 1 武漢地下鉄1号線：2004年7月28日開通。全線高架のため、ライトレールと呼ばれることもある。
- 2 武漢地下鉄2号線：2012年12月28日開通。中国初の長江を横断する地下鉄路線である。
- 3 武漢地下鉄3号線：2015年12月28日開通。
- 4 武漢地下鉄4号線：2013年12月28日開通。
- 6 武漢地下鉄6号線：2016年12月28日開通。
- 8 武漢地下鉄8号線：2017年12月26日開通。
- 阳逻线 武漢地下鉄陽邏線：武漢地下鉄21号線とも呼ばれ、2017年12月26日開通。

### 路面電車
武漢経済技術開発区と武漢東湖新技術産業開発区で路面電車は下記3路線を運営している。
- 車都T1線

2017年7月28日に開業した華中地方初の路面電車路線で、全区間は武漢経済技術開発区にある。運営者は武漢車都軌道交通有限公司で、運営キロ数は16.8キロメートル、駅数は22駅である。
- 光谷L1線

全区間が武漢東湖新技術産業開発区にある路線である。運営者は武漢光谷交通建設有限公司で、運営キロ数は12.5キロメートル、駅数は17駅である。2018年1月18日に1次試運転、2018年4月1日に2次試運転。
- 光谷L2線

全区間が武漢東湖新技術産業開発区にある路線である。運営者は武漢光谷交通建設有限公司で、運営キロ数は19.2キロメートル、駅数は25駅である。2018年1月18日に1次試運転、2018年4月1日に2次試運転。

### 市内における渡河交通
武漢市市街地は漢江や長江に分割されるが、古くから川を越えて往来する人が多い。1909年に武漢初のフェリーが開業されるまでは川を渡る手段として木造の帆船しかなく、天候などに影響を受けやすく非常に危険で不便であった。1957年10月15日に武漢長江大橋が架けられた以来、渡江手段が徐々に多様化している。

#### フェリー

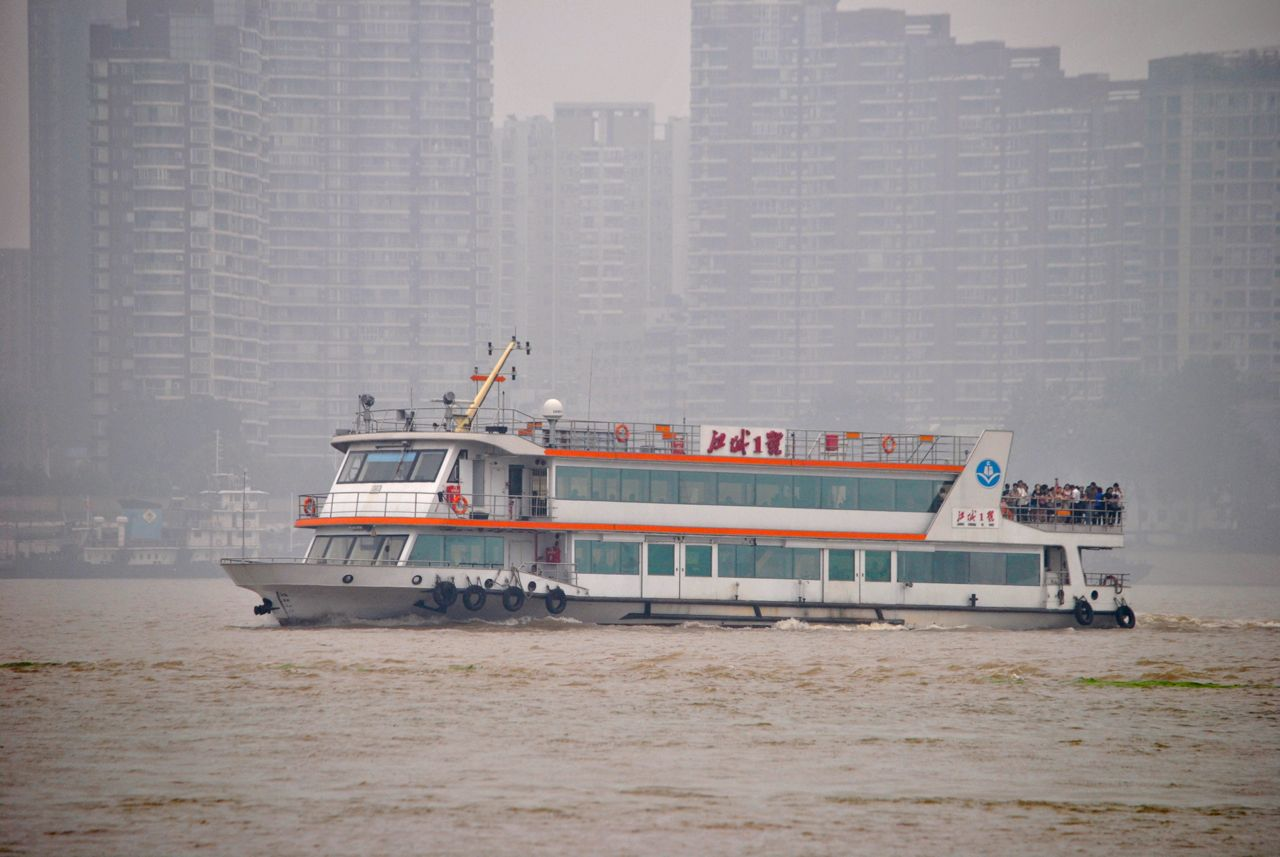
長江両岸を往復するフェリー

武漢市公共交通集団有限公司の子会社である武漢市輪渡公司は下記の漢口 - 武昌間と漢陽 - 武昌間のフェリー往復便を運営している。
青山区内
- 第3航路：青山埠頭 ⇔ 天興洲埠頭

武昌 - 漢口間
- 第1航路：中華路埠頭 ⇔ 武漢関埠頭
- 零時航路：中華路埠頭 ⇔ 武漢関埠頭
- 快順第1航路：中華路埠頭 ⇔ 武漢関埠頭
- 集漢専線：漢陽門埠頭 ⇔ 集家嘴埠頭
- 快順第2航路：漢陽門埠頭 ⇔ 集家嘴埠頭
- 快順第2航路（延長線）：漢陽門埠頭 ⇔ 礄口埠頭
- 第4航路：曽家巷埠頭 ⇔ 王家巷埠頭
- 第5航路：月亮湾埠頭 ⇔ 王家巷埠頭

武昌 - 漢陽間
- 第10航路：黄鶴楼埠頭 ⇔ 晴川埠頭
- 大禹神話園専線：黄鶴楼埠頭 ⇔ 晴川埠頭

川沿い遊覧便（三鎮間）
- 江灘（バンド）航路：中華路埠頭 → 漢陽門埠頭 → 晴川埠頭 → 武漢関埠頭（往復便、40元/片道）

運賃
- 普通便（20:10まで） - 1.5元
- 夜間便（20:10 - 0:00） - 5元
- 武漢通を利用する場合は1割引であるが、夜間便は割引なし

#### 橋梁
漢江や府河など河川が武漢市内で長江に流れ込み、湖も散見するので、多くの橋が掛けられている。「橋の都」とも呼ばれる。漢江と長江を渡る橋を以下に記載する。
| 名称                 | 交差河川 | 両端             | 両端             | 構造     | 全長      | 開通日                | 用途           |
| -------------------- | -------- | ---------------- | ---------------- | -------- | --------- | --------------------- | -------------- |
| 武漢長江大橋         | 長江     | 漢陽亀山         | 武昌蛇山         | トラス橋 | 1670 m    | 1957年10月15日        | 鉄道道路併用橋 |
| 武漢長江二橋         | 長江     | 漢口黄浦大街     | 武昌徐東大街     | 斜張橋   | 4407.6 m  | 1995年6月18日         | 道路橋         |
| 武漢白沙洲長江大橋   | 長江     | 漢陽区江堤街道   | 洪山区青菱街道   | 斜張橋   | 3586.38 m | 2000年9月8日          | 道路橋         |
| 武漢軍山長江大橋     | 長江     | 蔡甸区軍山街道   | 江夏区金水街道   | 斜張橋   | 4881.18 m | 2001年12月15日        | 道路橋         |
| 武漢陽邏長江大橋     | 長江     | 新洲区陽邏街道   | 洪山区建設郷     | 斜張橋   | 約10 km   | 2007年12月26日        | 道路橋         |
| 武漢天興洲長江大橋   | 長江     | 江岸区諶家磯街道 | 青山区紅鋼城街道 | 斜張橋   | 4657 m    | 2009年12月26日        | 鉄道道路併用橋 |
| 武漢二七長江大橋     | 長江     | 漢口発展大道     | 武昌和平大道     | 斜張橋   | 6507 m    | 2011年12月31日        | 道路橋         |
| 武漢鸚鵡洲長江大橋   | 長江     | 漢陽鸚鵡大道     | 武昌復興路       | 吊橋     | 3420 m    | 2014年12月28日        | 道路橋         |
| 武漢沌口長江公路大橋 | 長江     | 漢陽沌口徐家堡   | 江夏区龔家鋪     | 斜張橋   | 8583 m    | 2017年12月18日        | 道路橋         |
| 武漢楊泗港長江大橋   | 長江     | 漢陽国博立体交差 | 武昌八坦立体交差 | 吊橋     | 4320 m    | 建設中、2019年9月予定 | 二層通路橋     |
| 武漢青山長江大橋     | 長江     | 黄陂区武湖街道   | 洪山区建設郷     | 斜張橋   | 7494 m    | 建設中、2019年予定    | 道路橋         |
| 京広線漢江鉄路橋     | 漢江     | 漢口鉄橋路       | 漢陽琴台大道     | トラス橋 | 300.6 m   | 1955年1月1日          | 鉄道橋         |
| 江漢橋               | 漢江     | 漢口武勝路       | 漢陽鍾家村       | アーチ橋 | 322.37 m  | 1956年1月1日          | 道路橋         |
| 知音橋               | 漢江     | 漢口宗関         | 漢陽郭茨口       | アーチ橋 | 566.2 m   | 1978年4月25日         | 道路橋         |
| 月湖橋               | 漢江     | 漢口礄口路       | 漢陽江城大道     | 斜張橋   | 1570 m    | 1998年5月1日          | 道路橋         |
| 晴川橋               | 漢江     | 漢口集家嘴       | 漢陽南岸嘴       | アーチ橋 | 989.75 m  | 2001年7月20日         | 道路橋         |
| 武漢京珠線漢江大橋   | 漢江     | 京珠高速K142+127 | 京珠高速K144+330 | アーチ橋 | 1607 m    | 2001年9月             | 道路橋         |
| 長豊橋               | 漢江     | 漢口舵落口       | 漢陽黄金口       | アーチ橋 | 1146 m    | 2001年                | 道路橋         |
| 古田橋               | 漢江     | 漢口古田二路     | 漢陽仙女山路     | 吊橋     | 1834.79 m | 2015年2月16日         | 道路橋         |
| 中仏友誼大橋         | 漢江     | 東西湖区恵安大道 | 蔡甸区知音湖大道 | 斜張橋   | 4391 m    | 2015年11月9日         | 道路橋         |
| 江漢七橋             | 漢江     | 漢口古田四路     | 漢陽玉龍路       | アーチ橋 | 2753.89 m | 建設中、2020年予定    | 道路橋         |

- 武漢長江大橋
- 京広線漢水鉄路橋
- 知音橋

#### トンネル
橋以外に、漢江と長江の底をくぐるトンネルもある。武漢長江隧道は、中国初の長江の水底を渡るトンネルである。
| 名称                    | 川   | 両端         | 両端         | 全長   | 開通日             | 用途                 |
| ----------------------- | ---- | ------------ | ------------ | ------ | ------------------ | -------------------- |
| 武漢長江隧道            | 長江 | 漢口大智路   | 武昌友誼大道 | 3630 m | 2008年12月28日     | 道路トンネル         |
| 武漢地下鉄2号線長江隧道 | 長江 | 漢口江漢路駅 | 武昌積玉橋駅 | 3098 m | 2012年12月28日     | 鉄道トンネル         |
| 武漢地下鉄4号線長江隧道 | 長江 | 漢陽攔江路駅 | 武昌復興路駅 | 3000 m | 2014年12月28日     | 鉄道トンネル         |
| 武漢地下鉄3号線漢江隧道 | 漢江 | 漢口宗関駅   | 漢陽王家湾駅 | 2331 m | 2015年12月28日     | 鉄道トンネル         |
| 武漢地下鉄6号線漢江隧道 | 漢江 | 漢口武勝路駅 | 漢陽琴台駅   | 1704 m | 2016年12月28日     | 鉄道トンネル         |
| 武漢地下鉄8号線長江隧道 | 長江 | 漢口黄浦路駅 | 武昌徐家棚駅 | 3186 m | 2017年12月26日     | 鉄道トンネル         |
| 武漢三陽路長江隧道      | 長江 | 漢口三陽路   | 武昌徐家棚   | 4650 m | 建設中、2018年予定 | 鉄道道路併用トンネル |

- 武漢長江隧道

### レンタル自転車
- 市営のレンタサイクルサービスは武漢環境投資公共自転車サービス有限公司により運営される。1日利用者数は30万人を突破した。2017年11月25日0時から運営停止[65]。
- 私営のモバイク(Mobike)、Ofo、Hellobikeなどのレンタル自転車事業者は武漢に進出している。2017年9月4日に武漢市交通運輸委員会、都市管理委員会と交通管理局はレンタサイクル投入の拡大を禁止した[66]。2017年9月時点の運用台数は約70万台に達した[66]。2018年4月18日に世界最大の自転車シェアリング事業者であるモバイクが発表した「グローバル都市レンタサイクル利用による1人当り年間二酸化炭素削減量ランキング2017」により、武漢は天津に次いで中国2位となり、年間二酸化炭素削減量が10.51kgに達した[67][68][69][70]。

## スポーツ
- 武漢市内では、複数の大型スポーツ施設が整備される。主なスポーツ施設は武漢スポーツセンター、湖北省オリンピックスポーツセンター、光谷体育館、新華路体育中心、塔子湖体育中心、漢口文化体育中心、洪山体育館、武漢体育館、光谷国際テニスセンター等ある。
- 2019年の第7回ミリタリーワールドゲームズは武漢市で開催された。

### 競馬
- 武漢オープン賽馬（中：武汉速度赛马公开赛、英：Wuhan Open Horse Racing）と武漢国際競馬祭は毎年、武漢東方競馬場で開催される。

### テニス
- 武漢オープン（中：武汉网球公开赛、英：Wuhan Open）は、2014年から毎年9-10月に武漢で開催されるWTAツアー大会の一つ。

### サッカー
- 中国サッカー・スーパーリーグに存在したプロチーム「武漢光谷」（旧武漢黄鶴楼）の本拠地であったが、廃部となったため、その後身の武漢卓爾FCの本拠地となった。ホームスタジアムは、いずれも漢口新華路体育場。
- 少年サッカーも盛んで、2009年7月には友好都市である大分市との交流事業の一環としてサッカー大会が行われた。

### マラソン
- 武漢国際マラソン大会は2016年から毎年の4月に開催される。2017年8月23日に、中国陸上競技連盟が主催する中国マラソンメジャーズは北京マラソン、広州マラソン、重慶国際マラソン、武漢マラソンの四大マラソンで始まる[71][72]。

- 武漢体育館

## 観光
武漢市は国家歴史文化名城及び中国優秀観光都市であり、毎年武漢国際観光祭が開催される。

### 国家AAAAA級観光地
1. 黄鶴楼公園
2. 東湖風景区（東湖桜花園、東湖磨山、東湖緑道含む）
3. 黄陂木蘭文化生態旅遊区（雲霧山景区、木蘭天池（中国語版）、木蘭草原、木蘭山含む）

- 黄鶴楼
- 黄鶴楼から眺めた揚子江大橋と市街
- 東湖桜花園

### 国家AAAA級観光地
1. 武漢革命博物館（中央農民運動講習所旧址（中国語版）、毛沢東旧居、中共五大開幕式旧址、起義門）
2. 武昌首義文化旅遊区（辛亥革命武昌起義記念館、辛亥革命博物館、首義広場）
3. 湖北省博物館
4. 中国科学院武漢植物園（中国語版）
5. 中国地質大学逸夫博物館（中国語版）
6. 帰元禅寺
7. 武漢博物館（中国語版）
8. 武漢海昌極地海洋世界（水族館）
9. 武漢科学技術館
10. 武漢九真山
11. 清涼寨
12. 錦里溝
13. 大余湾景区
14. 農耕年華農業風情園

- 帰元禅寺

### その他名勝地
- 武漢大学
- 宝通寺
- 長春観（中国語版）
- 古徳禅寺
- 中山公園 (武漢)（中国語版）
- 解放公園（中国語版）
- 武漢長江大橋
- 亀山電視塔（テレビタワー）
- 古琴台（伯牙琴台）
- 武漢動物園（中国語版）
- 漢口租界旧跡
- 江漢路歩行街（歩行者天国）
- 沿江大道と漢口江灘（揚子江バンド、漢水バンド）
- 中山大道（中国語版）（漢口近代建築群（中国語版））
- 飲食文化街（戸部巷（中国語版）、吉慶街 ほか）
- 武漢美術館
- 晴川閣
- 武漢歓楽谷（中国語版）遊楽園（遊園地）
- 栄光堂
- 漢口聖ヨセフ天主経座堂（中国語版）

- 武漢大学図書館
- 亀山テレビタワー
- 武漢動物園のフラミンゴ
- 武漢美術館（旧金城銀行ビル）
- 漢口中山大道（旧中央信託局漢口支局）
- 漢口中山大道（旧中国銀行漢口支店ビル）
- 漢口中山大道（旧大孚銀行ビル）
- 漢口中山大道（旧漢口民衆楽園）

### 武漢にある全国重点文物保護単位
武漢には下記通りの全国重点文物保護単位が29ヶ所ある。
1. 武昌起義軍政府旧址（1-7-Ⅰ-7）
2. 八七会議会址（2-5-Ⅰ-5）
3. 盤龍城遺址（3-199-Ⅴ-19）
4. 武漢国民政府旧址（4-229-Ⅴ-31）
5. 湖泗磁窯址群（5-89-Ⅰ-89）
6. 明楚王墓（5-175-Ⅱ-31）
7. 武漢農民運動講習所旧址（5-494-Ⅴ-21）
8. 大智門火車站（5-495-Ⅴ-22）
9. 江漢関大楼（5-496-Ⅴ-23）
10. 武漢大学早期建築（5-497-Ⅴ-24）
11. 詹天佑故居（5-498-Ⅴ-25）
12. 漢口近代建築群（6-994-Ⅴ-121）
13. 漢口中華全国総工会旧址（6-997-Ⅴ-124）
14. 無影塔（7-1213-Ⅲ-511）
15. 勝像宝塔（7-1214-Ⅲ-512）
16. 槐山磯駁岸（7-1216-Ⅲ-514）
17. 禹稷行宮（7-1218-Ⅲ-516）
18. 古徳寺（7-1800-Ⅴ-193）
19. 起義門（7-1801-Ⅴ-194）
20. 京漢鉄路総工会旧址（7-1802-Ⅴ-195）
21. 漢口中共中央宣伝部旧址（7-1803-Ⅴ-196）
22. 中共中央領導人漢口住地旧址（7-1804-Ⅴ-197）
23. 中国共産党第五次全国代表大会旧址（7-1805-Ⅴ-198）
24. 武漢中央軍事政治学校旧址（7-1806-Ⅴ-199）
25. 武漢中共中央機関旧址（7-1807-Ⅴ-200）
26. 湖北省立図書館旧址（7-1808-Ⅴ-201）
27. 漢口新四軍軍部旧址（7-1809-Ⅴ-202）
28. 八路軍武漢弁事処旧址（7-1810-Ⅴ-203）
29. 武漢長江大橋（7-1814-Ⅴ-207）

## 国際交流

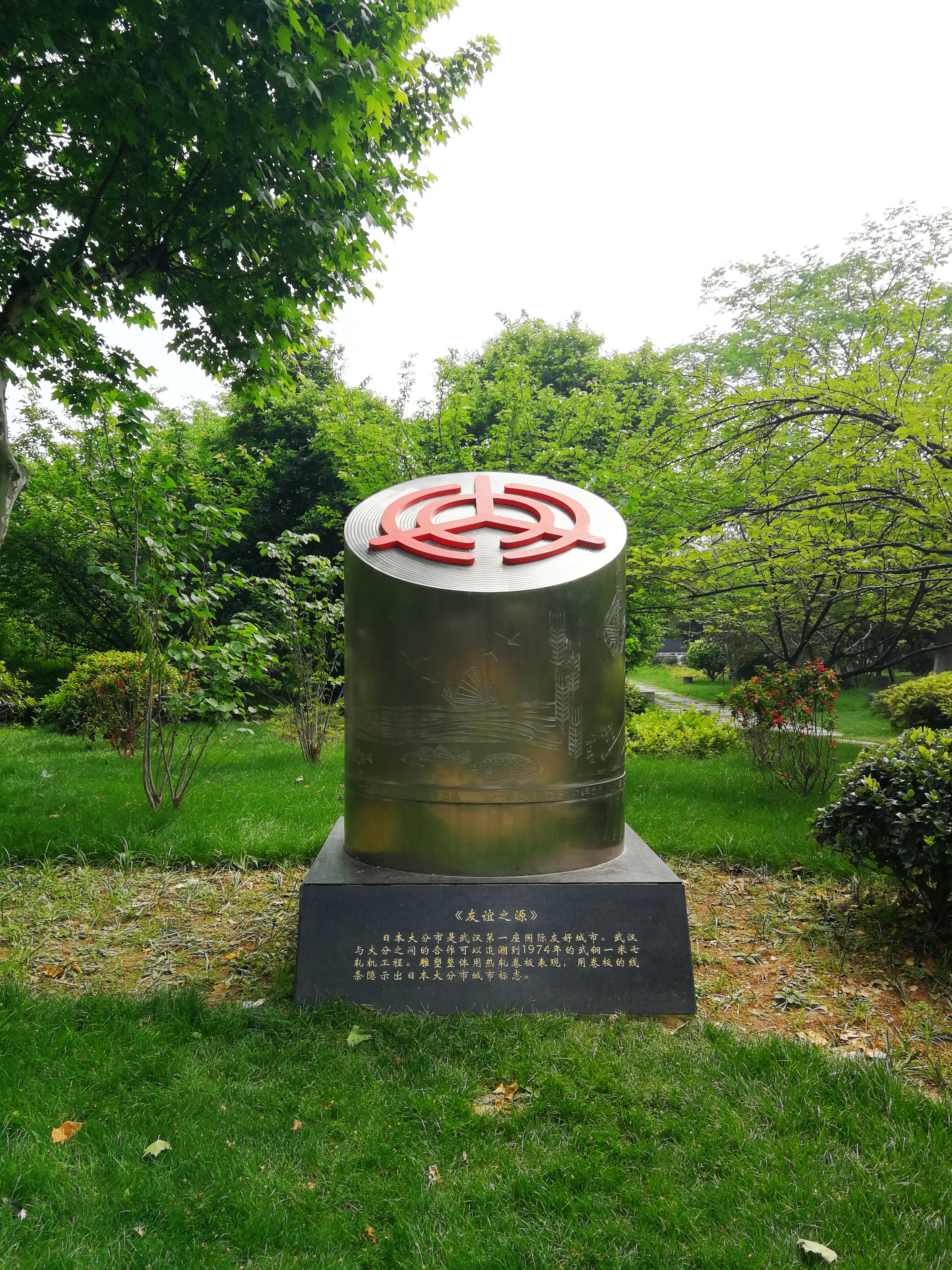
大分市との友好都市締結を記念するために江灘公園にある国際友好の森に設置されている「友誼の源」像

武漢市は大分市との友好都市（姉妹都市）締結を皮切りに、2018年1月31日時点まで世界各国の26都市と姉妹都市提携を結んでおり、81都市と国際友好交流都市提携を結んでいる。
武漢市と大分市とは1979年に友好都市締結して以来、2年ごとの友好訪問団の相互派遣、文化芸術・産業経済・教育スポーツなど幅広い分野での交流を展開している。
大分市は2006年に、市民交流拠点として大分市武漢事務所を開設し、大分市の情報の発信を恒常的に行うとともに、多彩な市民交流のサポート業務を行っている。
大分市の平和市民公園には「武漢の森」がある。
| 武漢市の友好都市一覧 | 武漢市の友好都市一覧 | 武漢市の友好都市一覧 | 武漢市の友好都市一覧 | 武漢市の友好都市一覧 |
| №                    | 都市                 | 国                   | 調印日               | 調印地               |
| -------------------- | -------------------- | -------------------- | -------------------- | -------------------- |
| 1                    | 大分市               | 日本                 | 1979年9月7日         | 大分                 |
| 2                    | ピッツバーグ         | アメリカ合衆国       | 1982年9月8日         | 武漢                 |
| 3                    | デュースブルク       | ドイツ               | 1982年10月8日        | デュースブルク       |
| 4                    | マンチェスター       | イギリス             | 1986年9月16日        | 武漢                 |
| 5                    | ガラツィ             | ルーマニア           | 1987年8月12日        | ガラツィ             |
| 6                    | キーウ               | ウクライナ           | 1990年10月19日       | キーウ               |
| 7                    | ハルツーム           | スーダン             | 1995年9月27日        | 武漢                 |
| 8                    | ジェール             | ハンガリー           | 1995年10月19日       | ジェール             |
| 9                    | ボルドー             | フランス             | 1998年6月18日        | 武漢                 |
| 10                   | 清州市               | 韓国                 | 2000年10月29日       | 武漢                 |
| 11                   | ザンクト・ペルテン   | オーストリア         | 2005年12月20日       | （書類郵送）         |
| 12                   | クライストチャーチ   | ニュージーランド     | 2006年9月12日        | 武漢                 |
| 13                   | マーカム             | カナダ               | 2006年9月12日        | マーカム             |
| 14                   | ボーレンゲ           | スウェーデン         | 2007年9月28日        | 武漢                 |
| 15                   | コーパヴォグル       | アイスランド         | 2008年4月25日        | 武漢                 |
| 16                   | アシュドッド         | イスラエル           | 2011年11月8日        | 武漢                 |
| 17                   | エソンヌ県           | フランス             | 2012年12月21日       | 武漢                 |
| 18                   | イズミル             | トルコ               | 2013年6月6日         | イズミル             |
| 19                   | ティフアナ           | メキシコ             | 2013年7月12日        | ティフアナ           |
| 20                   | サラトフ             | ロシア               | 2015年8月7日         | 成都                 |
| 21                   | コンセプシオン       | チリ                 | 2016年4月7日         | コンセプシオン       |
| 22                   | ビシュケク           | キルギス             | 2016年11月15日       | ビシュケク           |
| 23                   | ハルキス             | ギリシャ             | 2017年5月11日        | ハルキス             |
| 24                   | イジェフスク         | ロシア               | 2017年6月16日        | 合肥                 |
| 25                   | スウォンジー         | イギリス             | 2018年1月31日        | 武漢                 |

| 武漢市の友好交流都市一覧 | 武漢市の友好交流都市一覧     | 武漢市の友好交流都市一覧 | 武漢市の友好交流都市一覧 |
| №                        | 都市                         | 国                       | 提携日                   |
| ------------------------ | ---------------------------- | ------------------------ | ------------------------ |
| 1                        | 神戸                         | 日本                     | 1998年2月16日            |
| 2                        | 弘前                         | 日本                     | 2003年10月17日           |
| 3                        | セントルイス                 | アメリカ合衆国           | 2004年9月27日            |
| 4                        | アトランタ                   | アメリカ合衆国           | 2006年9月9日             |
| 5                        | 大田                         | 韓国                     | 2006年11月1日            |
| 6                        | 光州                         | 韓国                     | 2007年9月6日             |
| 7                        | コルカタ                     | インド                   | 2008年7月24日            |
| 8                        | 水原                         | 韓国                     | 2008年12月5日            |
| 9                        | 太白                         | 韓国                     | 2008年12月5日            |
| 10                       | コロンバス                   | アメリカ合衆国           | 2009年10月30日           |
| 11                       | ブレーメン州                 | ドイツ                   | 2009年11月6日            |
| 12                       | ポートルイス                 | モーリシャス             | 2009年11月10日           |
| 13                       | セブ                         | フィリピン               | 2011年8月19日            |
| 14                       | ジョグジャカルタ             | インドネシア             | 2011年11月12日           |
| 15                       | ペルミ                       | ロシア                   | 2012年9月10日            |
| 16                       | シカゴ                       | アメリカ合衆国           | 2012年9月20日            |
| 17                       | コシツェ                     | スロバキア               | 2012年11月6日            |
| 18                       | ナポリ                       | イタリア                 | 2012年9月18日            |
| 19                       | モゼル県                     | フランス                 | 2013年7月16日            |
| 20                       | サンフランシスコ             | アメリカ合衆国           | 2013年11月21日           |
| 21                       | シェムリアップ州             | カンボジア               | 2013年11月21日           |
| 22                       | ビラートナガル               | ネパール                 | 2013年11月21日           |
| 23                       | バンコク                     | タイ                     | 2013年11月21日           |
| 24                       | チェンストホヴァ             | ポーランド               | 2014年3月14日            |
| 25                       | オリヴェイラ・デ・アゼメイス | ポルトガル               | 2014年4月11日            |
| 26                       | シドニー                     | オーストラリア           | 2014年5月30日            |
| 27                       | ダーバン                     | 南アフリカ共和国         | 2014年6月                |
| 28                       | バーリンゲーム               | アメリカ合衆国           | 2014年6月23日            |
| 29                       | メンローパーク               | アメリカ合衆国           | 2014年6月23日            |
| 30                       | クパチーノ                   | アメリカ合衆国           | 2014年6月23日            |
| 31                       | イーストパロアルト           | アメリカ合衆国           | 2014年6月23日            |
| 32                       | ヘイワード                   | アメリカ合衆国           | 2014年6月23日            |
| 33                       | ミルブレー                   | アメリカ合衆国           | 2014年6月23日            |
| 34                       | モラガ                       | アメリカ合衆国           | 2014年6月23日            |
| 35                       | モーガンヒル                 | アメリカ合衆国           | 2014年6月23日            |
| 36                       | マウンテンビュー             | アメリカ合衆国           | 2014年6月23日            |
| 37                       | オークリー                   | アメリカ合衆国           | 2014年6月23日            |
| 38                       | ユニオンシティ               | アメリカ合衆国           | 2014年6月23日            |
| 39                       | ベートン                     | タイ                     | 2014年6月25日            |
| 40                       | サロ                         | フィンランド             | 2014年8月25日            |
| 41                       | イェヴレ                     | スウェーデン             | 2014年8月27日            |
| 42                       | エンテベ                     | ウガンダ                 | 2014年9月4日             |
| 43                       | パタン                       | ネパール                 | 2014年10月20日           |
| 44                       | パタヤ                       | タイ                     | 2014年10月24日           |
| 45                       | ベラネ                       | モンテネグロ             | 2014年10月24日           |
| 46                       | コルドバ                     | アルゼンチン             | 2014年10月24日           |
| 47                       | リエージュ                   | ベルギー                 | 2014年10月29日           |
| 48                       | リール                       | フランス                 | 2014年11月3日            |
| 49                       | ホルベック                   | デンマーク               | 2014年11月24日           |
| 50                       | ケープタウン                 | 南アフリカ共和国         | 2014年12月9日            |
| 51                       | イラクリオン                 | ギリシャ                 | 2014年12月11日           |
| 52                       | サン・ルイス                 | ブラジル                 | 2015年4月29日            |
| 53                       | ヴァラジュディン             | クロアチア               | 2015年5月7日             |
| 54                       | コタキナバル                 | マレーシア               | 2015年5月20日            |
| 55                       | ペシュト県Erdőkertes         | ハンガリー               | 2015年7月4日             |
| 56                       | 黄金海岸                     | オーストラリア           | 2015年9月29日            |
| 57                       | ル・マン                     | フランス                 | 2015年11月1日            |
| 58                       | 南部州                       | スリランカ               | 2015年12月3日            |
| 59                       | ゴール                       | スリランカ               | 2015年12月5日            |
| 60                       | 聞慶                         | 韓国                     | 2015年12月22日           |
| 61                       | 大邱                         | 韓国                     | 2016年3月24日            |
| 62                       | タコマ                       | アメリカ合衆国           | 2016年4月5日             |
| 63                       | リマ                         | ペルー                   | 2016年4月8日             |
| 64                       | タブリーズ                   | イラン                   | 2016年5月28日            |
| 65                       | マラケシュ                   | モロッコ                 | 2016年6月3日             |
| 66                       | プノンペン                   | カンボジア               | 2016年7月11日            |
| 67                       | スウォンジー                 | イギリス                 | 2016年8月8日             |
| 68                       | ダブリン                     | アイルランド             | 2016年9月5日             |
| 69                       | ヒューストン                 | アメリカ合衆国           | 2016年9月10日            |
| 70                       | ジンジャ県                   | ウガンダ                 | 2016年9月20日            |
| 71                       | プカルバ                     | ペルー                   | 2016年9月20日            |
| 72                       | マリボル                     | スロベニア               | 2016年9月23日            |
| 73                       | モンテゴ・ベイ               | ジャマイカ               | 2016年9月28日            |
| 74                       | ヴィクトリア                 | セーシェル               | 2016年10月17日           |
| 75                       | ケミ                         | フィンランド             | 2016年11月25日           |
| 76                       | サン・ニコラス               | アルゼンチン             | 2016年12月16日           |
| 77                       | フォス・ド・イグアス         | ブラジル                 | 2017年3月9日             |
| 78                       | ダンケルク                   | フランス                 | 2017年3月20日            |
| 79                       | イフラヴァ                   | チェコ                   | 2017年5月10日            |
| 80                       | ジトーミル                   | ウクライナ               | 2017年11月14日           |
| 81                       | マルセイユ                   | フランス                 | 2017年11月20日           |

## 外交機構

### 総領事館
2017年9月現在、武漢には4か国の総領事館が開設されている。
在武漢フランス共和国総領事館
- 管轄地域：湖北省、湖南省、江西省
- 住所：中国湖北省武漢市江漢区建設大道568号　新世界国貿ビルI座17階　〒430022

在武漢アメリカ合衆国総領事館
- 管轄地域：湖北省、湖南省、河南省、江西省
- 住所：中国湖北省武漢市江漢区建設大道568号　新世界国貿ビルI座47階　〒430022

在武漢大韓民国総領事館
- 管轄地域：湖北省、湖南省、河南省、江西省
- 住所：中国湖北省武漢市江漢区新華路218号　浦発銀行ビル4/19階　〒430022

在武漢グレートブリテン及び北アイルランド連合王国総領事館
- 管轄地域：湖北省、河南省
- 住所：中国湖北省武漢市江岸区中山大道1628号　武漢天地平安金融ビル33階　〒430010

### ビザ申請センター
2017年4月時点、19か国が武漢にビザ申請センターを開設している。
- イギリス、アイルランド査証申請センター

住所：湖北省武漢市武昌区中北路171号　漢街総部国際C棟302　〒430071
- 武漢連合ビザ申請センター(10ヶ国：オーストリア、クロアチア、フィンランド、イタリア、ベルギー、ギリシャ、南アフリカ、スウェーデン、ポルトガル、ラトビア)

住所：湖北省武漢市武昌区中北路171号　漢街総部国際C棟1701-1710室　〒430071
- ドイツ、フランス、オランダ、スイス、ハンガリー、キプロス査証申請センター

住所：湖北省武漢市江漢区建設大道568号　新世界国貿ビルⅠ座901、902室　〒430022

### その他機構
- オランダ貿易促進会武漢事務所
- 仏エソンヌ県駐武漢代表処
- 中国米国商会華中事務所
- カナダ貿易武漢代表処
- 英中貿易協会武漢代表処
- ベルギーワロン地域経済商務武漢代表処
- ハンガリー国家貿易署武漢代表処
- スウェーデンダーラナ地方（ボーレンゲ市）経済貿易促進事務室
- ブラジル - 中国経済貿易促進会（武漢代表処）
- オーストラリア貿易委員会武漢代表処
- シンガポール企業発展局武漢事務所
- 日本貿易振興機構武漢事務所[78]

住所：中国湖北省武漢市江岸区中山大道1628号　平安金融中心　507号室　〒430010
- 大韓貿易振興公社武漢事務所
- 韓国清州駐武漢経済貿易事務所
- 韓国観光公社武漢事務所
- 武漢香港商会
- 香港特別行政区政府駐武漢経済貿易事務所
- 香港貿易発展局武漢事務所
- 台湾貿易センター武漢事務所

## 著名な出身者

### 政治

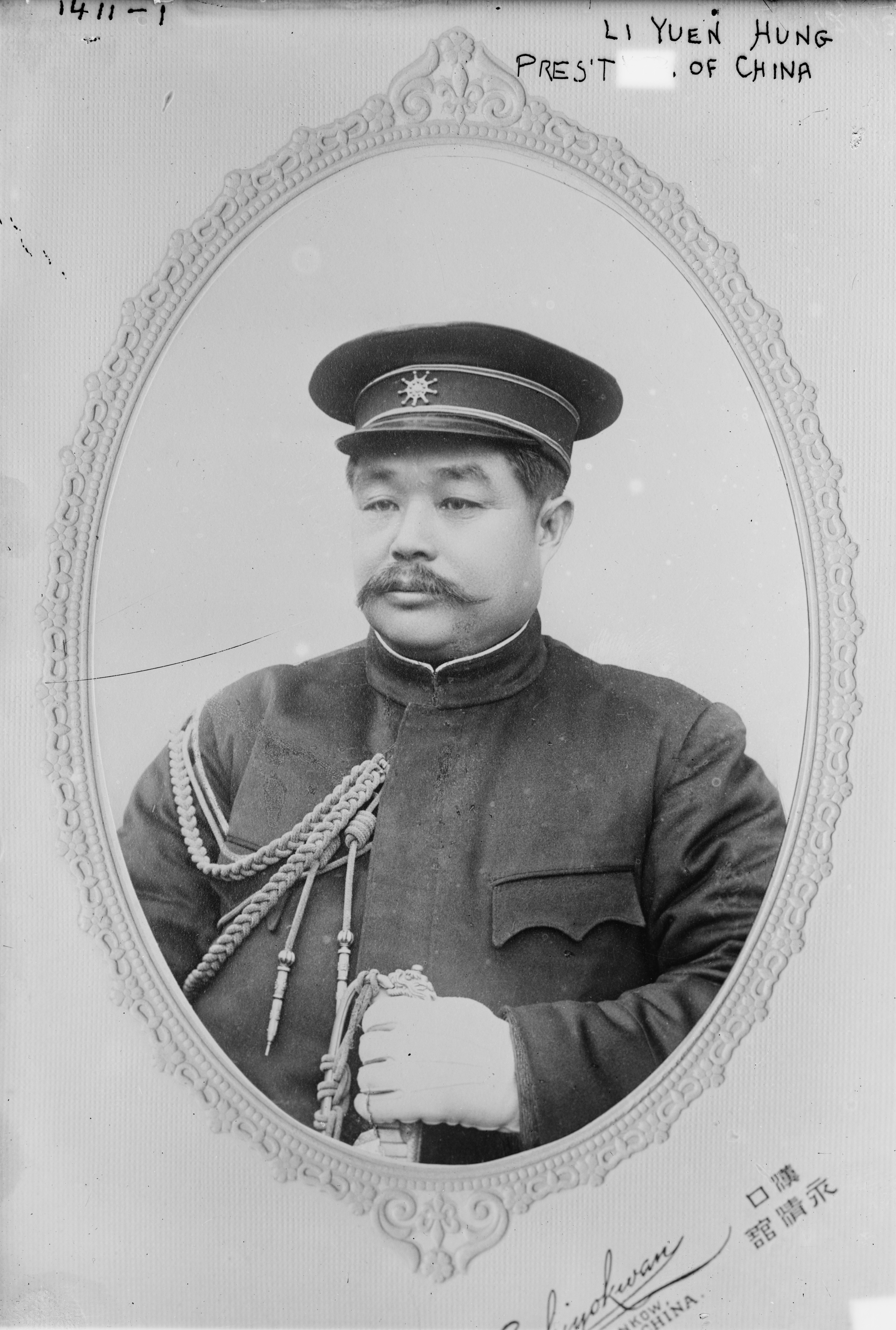
第2代、4代中華民国大総統黎元洪

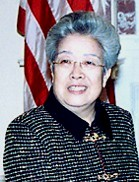
元国務院常務副総理、第9代衛生部長、初代対外貿易合作部長呉儀

- 熊廷弼（中国語版）：明代の監察御史、遼東経略
- 黎元洪：第2代、4代中華民国大総統
- 黎紹基：黎元洪の長男、元上海市徐匯区政治協商会議副主席、実業家
- 呉儀：元国務院常務副総理、第9代衛生部長、初代対外貿易合作部長
- 項英：元中共中央東南局書記、新四軍副軍長兼政治委員
- 孫必干（中国語版）：元在サウジアラビア大使（1990年—1994年）、元在イラク大使（1994年—1998年）、元在イラン大使（1999年—2002年）
- 費勝潮：外交部翻訳司副司長
- 彭孟緝：元中華民国陸軍一級上将、元総統府参軍長、元陸軍総司令、元参謀総長、元在日本中華民国大使（1969年—1972年）
- 李煥：元中華民国行政院長、元教育部長
- 張茜（中国語版）：陳毅の妻、外交家、翻訳家
- 辜勝阻（中国語版）：中国民主建国会中央常務副主席、第13期中国人民政治協商会議副主席
- 阮成発：中国共産党第十九期中央委員会委員、雲南省委副書記、雲南省長
- 徐海東：元中国人民解放軍大将、軍事家
- 陳昌浩（中国語版）：中華ソビエト共和国中央執行委員、元中央革命軍事委員会委員

### 自然科学
- 呉運鐸：兵器製造専門家、作家、旧中華人民共和国第五機械工業部科学技術研究院の副院長
- 田長霖（中国語版）：全米技術アカデミー会員、中国科学院の外籍院士
- 黄鍔（中国語版）：海洋学家、Hilbert-Huang Transformの提出者
- 李培根（中国語版）：機械学家、中国工程院院士、中国機械工程学会副理事長
- 涂長望（中国語版）：気象学家、初代中国気象局長
- 葉聡：蛟竜号深海探査艇の操縦士長
- 朱光亜：科学家、初代中国工程院長
- 桂希恩（中国語版）：伝染病学教授
- 惲子強（中国語版）：化学家、中国科学院院士
- 王承書（中国語版）：気流動力学家
- 劉永坦：通信学家、中国科学院院士、中国工程院院士
- 石元春（中国語版）：土壌学家、中国科学院院士、中国工程院院士
- 楊弘遠（中国語版）：植物学家、中国科学院院士
- 龍楽豪（中国語版）：ロケット技術専門家、中国工程院院士
- 胡文瑞（中国語版）：流体物理学家、中国科学院院士

### スポーツ
- 李娜：元女子プロテニス選手
- 姜山：李娜の夫、元プロテニス選手
- 潘兵：元プロテニス選手
- 朱本強：元プロテニス選手
- 呉迪：プロテニス選手
- 李婷：元女子プロテニス選手

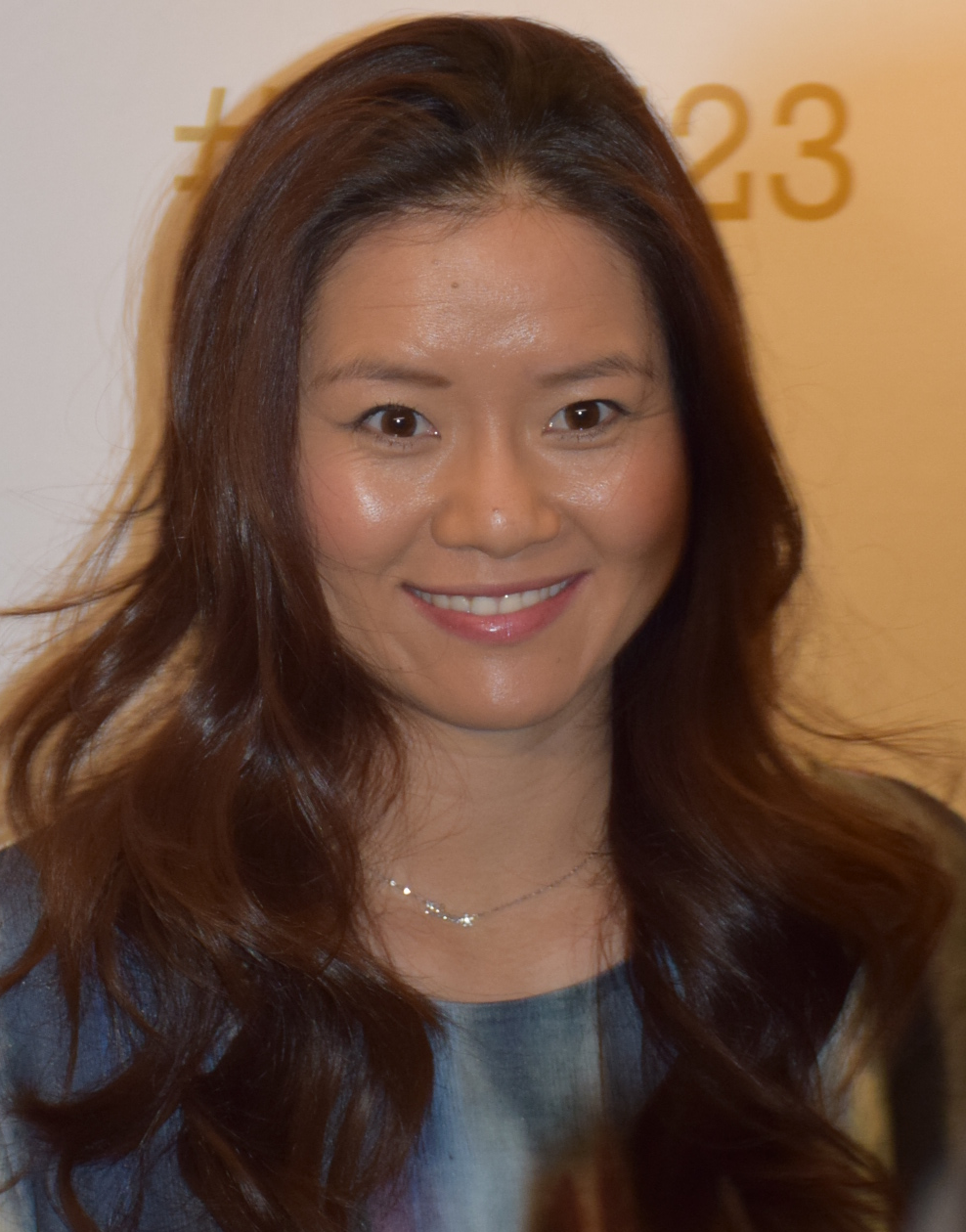
李娜

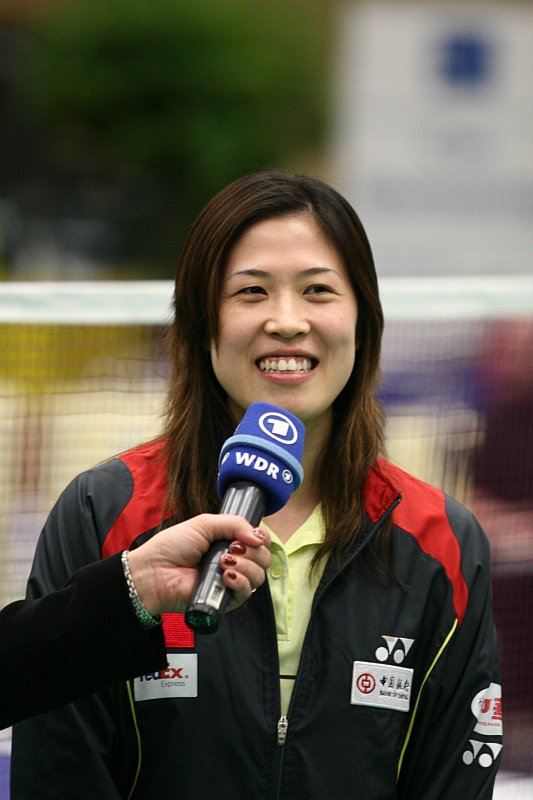
高崚

- 余麗橋：元女子プロテニス選手、プロテニスコーチ
- 周弈妙：元女子プロテニス選手
- 伏明霞：元女子飛込競技選手
- 周継紅（中国語版）：元女子飛込競技選手、飛込競技コーチ、中国水連主席
- 于芬：飛込競技コーチ
- 童輝（中国語版）：元飛込競技選手、飛込競技コーチ
- 蕭海亮：元飛込競技選手、実業家
- 胡佳：元飛込競技選手
- 王鑫：女子飛込競技選手
- 高崚：元女子バドミントン選手
- 田秉毅（中国語版）：周継紅の夫、元バドミントン選手、バドミントンコーチ
- 韓愛萍（中国語版）：元女子バドミントン選手
- 楊維：元女子バドミントン選手
- 王暁理（中国語版）：女子バドミントン選手
- 陳静：元女子バレーボール選手
- 喬紅：元女子卓球選手
- 劉黎敏（中国語版）：元女子水泳選手
- 石暁銘：元女子水泳選手、水泳コーチ
- 趙菁（中国語版）：女子水泳選手
- 蔡晟（中国語版）：元プロサッカー選手
- 張軍（中国語版）：元プロサッカー選手
- 鄭斌（中国語版）：元プロサッカー選手、サッカーコーチ
- 鄧卓翔：プロサッカー選手
- 栄昊：プロサッカー選手
- 曾誠：プロサッカー選手
- 譚斯（中国語版）：プロサッカー選手
- 周燎（中国語版）：プロサッカー選手
- 梅方：プロサッカー選手
- 呉龑（中国語版）：プロサッカー選手
- 張稀哲：プロサッカー選手
- 雷騰龍（中国語版）：プロサッカー選手
- 柳大華（中国語版）：シャンチー棋士、象棋特級大師
- 洪智（中国語版）：シャンチー棋士、象棋特級大師
- 鄭攀：シュアイジャオ力士
- 李喆：囲碁棋士
- 魯佳：女性囲碁棋士
- 黄力平（中国語版）：体操競技選手

### 京劇
- 譚鑫培（中国語版）：清代の京劇名優、中国初の映画作品『定軍山』に出演
- 譚小培：譚鑫培の五男、京劇名優
- 譚富英（中国語版）：譚鑫培の孫、京劇名優、元北京京劇団副団長
- 関棟天：京劇役者

### 芸能
- 葉秋心：中華民国期に活躍した映画女優、阮玲玉や胡蝶などと並んで「全国8大明星」と呼ばれた
- 韓箐清：女優、歌手
- 余楓（中国語版）：歌手
- 劉亦菲：女優、歌手
- 余少群：漢劇役者、越劇役者、俳優
- 徐帆（中国語版）：馮小剛監督の妻、女優
- ポーラ・チョイ：歌手
- 袁弘：俳優
- 銭芳：女優
- 陳紫函（中国語版）：女優
- 李宗翰（中国語版）：俳優
- 朱一龍：俳優
- 朱樺（中国語版）：女性歌手、ミュージシャン
- 田原：女優、歌手、作家
- 彭坦：歌手
- チョウミ（周覓）：歌手
- 莫艶琳（中国語版）：女性歌手、ミュージシャン
- 李瓊：女性歌手
- 賈一平（中国語版）：俳優、監督
- 唐一菲（中国語版）：女優
- 李佳璘（中国語版）：女優
- 程莉莎（中国語版）：女優
- 范立欣（英語版）：記録映画監督
- 姚貝娜（中国語版）：女性歌手
- 繆傑：歌手
- 呉婷：女性歌手、モデル
- 王凱：俳優
- ハンドン（韓東）：DREAMCATCHERのメンバー
- 陳鼎鼎：熊猫堂ProducePandasのメンバー

### 放送
- 撒貝寧：中国中央テレビ番組司会者
- 朱軼：中国中央テレビ番組司会者
- 曾子墨（中国語版）：フェニックステレビ番組司会者

## 他
小惑星の(3206) Wuhanは武漢市にちなんで命名された。